# Condition paysanne en France
Pour des articles plus généraux, voir paysan, agriculteur, exploitant agricole et campagne.
La condition paysanne en France varie selon l'époque. Sous l'Ancien Régime, la condition paysanne est réglementée de façon rigoureuse. Il existe également une hiérarchie interne à la paysannerie. La condition paysanne évolue à la suite de la Révolution française et de l'abolition des privilèges.
Un changement important intervient surtout au XIXe siècle avec la révolution industrielle, quand les machines se perfectionnent et deviennent centrales dans la production agricole.
On ne peut parler de « métier de paysan » au sens administratif du terme, le terme ne figurant jamais dans les listes des métiers de la terre. Toutefois, de nombreux professionnels à travers le monde et notamment en France revendiquent d'être des paysans dans un sens positif lié à un souci environnemental.

## Lespaysans: un ensemble à forme variable
Le terme est d'emblée polysémique : « celui qui habite la campagne et cultive la terre », « celui qui habite le pays, autochtone » ou encore « celui du canton, du village » .
Un paysan ou une paysanne peut être définie, selon l'Académie française, comme étant une personne vivant à la campagne et qui mène un travail agricole qui lui permet de vivre (culture, élevage…).
Par son travail, il assure sa subsistance, notamment par l'autoconsommation, et éventuellement de vendre un surplus. Cette économie de subsistance peut être adoptée volontairement ou subie.
Les études menées en sociologie et en géographie, sur des monographies, ont montré la diversité des réalités paysannes. Il peut être amené à se déplacer d'une manière saisonnière dans d'autres « pays » par exemple vers des pâturages qui font défaut à ses bêtes. Il façonne son environnement et le paysage par ses différents prélèvements, apports, aménagements, plantations, etc. Ses activités sont souvent multiples : élevage, cultures, maçonnerie, artisanat et, éventuellement, commercialisation de ses excédents de production.
Depuis la préhistoire le paysan sédentaire a cependant souvent été opposé au chasseur-cueilleur nomade ou à l'éleveur nomade. Depuis le début des grandes civilisations, il faut aussi distinguer les paysans sans terres et sans droits de leurs propriétaires ou patrons dont certains sont aussi de petits paysans mais d'autres de grands seigneurs latifundiaires avec tous les intermédiaires possibles. Depuis l'ère industrielle, on oppose l'agriculteur ou l'exploitant agricole moderne au paysan supposé traditionnel et routinier; ce dualisme est très présent dans la littérature, de La Terre de Zola où ils sont présentés sous leur côté noir à l'œuvre d'Ernest Pérochon où leur condition est expliquée et parfois magnifiée. Paysan est aussi l’antithèse sociale de gentleman-farmer.

## Les paysans, un des trois ordres du Moyen Âge

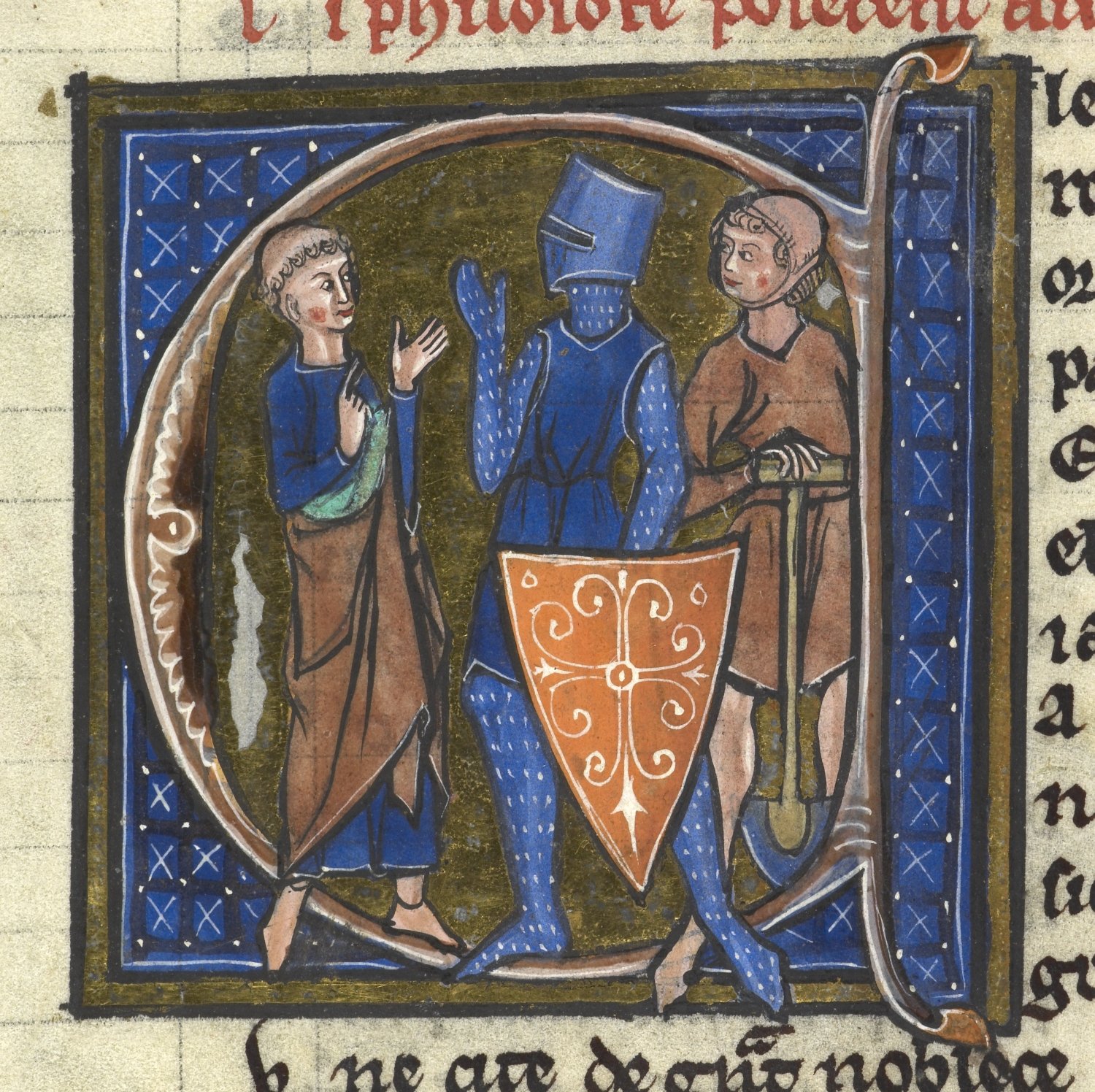
Paysan, chevalier et clerc (XIIIe siècle).

Dans une société répartie en trois ordres : prêtres (et clercs), guerriers et travailleurs, les paysans constituent l'immense majorité de ceux qui travaillent ; cet ordre deviendra le Tiers-état. Il y a cependant différentes catégories de paysans. Les paysans doivent déférence et respect à leur seigneur

### Différentes catégories de paysans
Au Moyen Âge, selon le droit féodal caractérisé par le degré de dépendance entre personnes, on peut distinguer plusieurs catégories de paysans : 
- le serf, qui est au service du seigneur de génération en génération et qui peut difficilement devenir libre (uniquement s'il parvient à échapper à son seigneur ou si ce dernier lui accorde la liberté), il est attaché à sa tenure,
- le vilain, qui est libre et peut se déplacer comme il le souhaite, il peut changer de tenure,
- l'alleutier possède entièrement sa terre, il lui avait donné son nom de famille, l'alleu est une terre libre ne dépendant que du roi. La proportion d'alleutiers, au haut Moyen Âge, variait de 10 % à 50 %, selon les pays[réf. souhaitée]. En Europe, la Suisse, l'Allemagne, les Flandres et le Massif Central étaient des régions fortement allodiales au contraire des autres régions de France. Allodial est un mot commun à la plupart des langues européennes.

### Différenciation sociale
La société rurale est répartie socialement : au plus haut, les laboureurs, ceux qui cultivent une surface d'au moins 15-20 ha et emploient des personnes. Ils vivent bien plus aisément que les serfs, qui occupent le plus bas des échelons. Ces derniers tendent à disparaître vers le XVe siècle : les paysans dépendent de moins en moins du seigneur. Le brassier est un tenancier qui ne possède pas d'animal de trait et il doit se louer (se gager) à certaines saisons pour subvenir aux besoins de sa famille. On trouve le ménager, en situation intermédiaire, qui ne possède qu'une vache ou un âne ou guère plus.

### Expansion paysanne sous la féodalité
L'accroissement de la population des campagnes se traduit par une diminution de la taille des parcelles et une paupérisation des hommes et des femmes de la campagne.
Entre 1050 et 1150 les seigneurs poussent les paysans à défricher pour créer de nouvelles terres cultivables et ainsi augmenter la production agricole. Cette période s'achève au XIIIe siècle. Les villages qui naissent ont des noms qui rappellent ces défrichements : Les Essarts (du verbe essarter, c'est-à-dire « défricher »), noms en -sart (Robersart), ou encore les noms de village en « Saint- » qui rappellent le rôle joué par les monastères dans cette conquête de nouvelles terres à labourer.
L'augmentation de la population (dont la majorité vit dans les campagnes) engendre le développement de nouveaux villages qualifiés de « Neufs Bourgs » (le Neubourg), de « Bourgs Neufs » (Le Bourgneuf), de « Neuves Villes » (Neuville) ou encore de « Neufs Vics » (sur vicus ; Neuvy). Dans le sud de la France, on appelle « bastides » les nouveaux villages créés au XIIIe siècle ou après la Guerre de Cent Ans.

illustration du travail par saison d'après Les Très Riches Heures du duc de Berry, XVe siècle
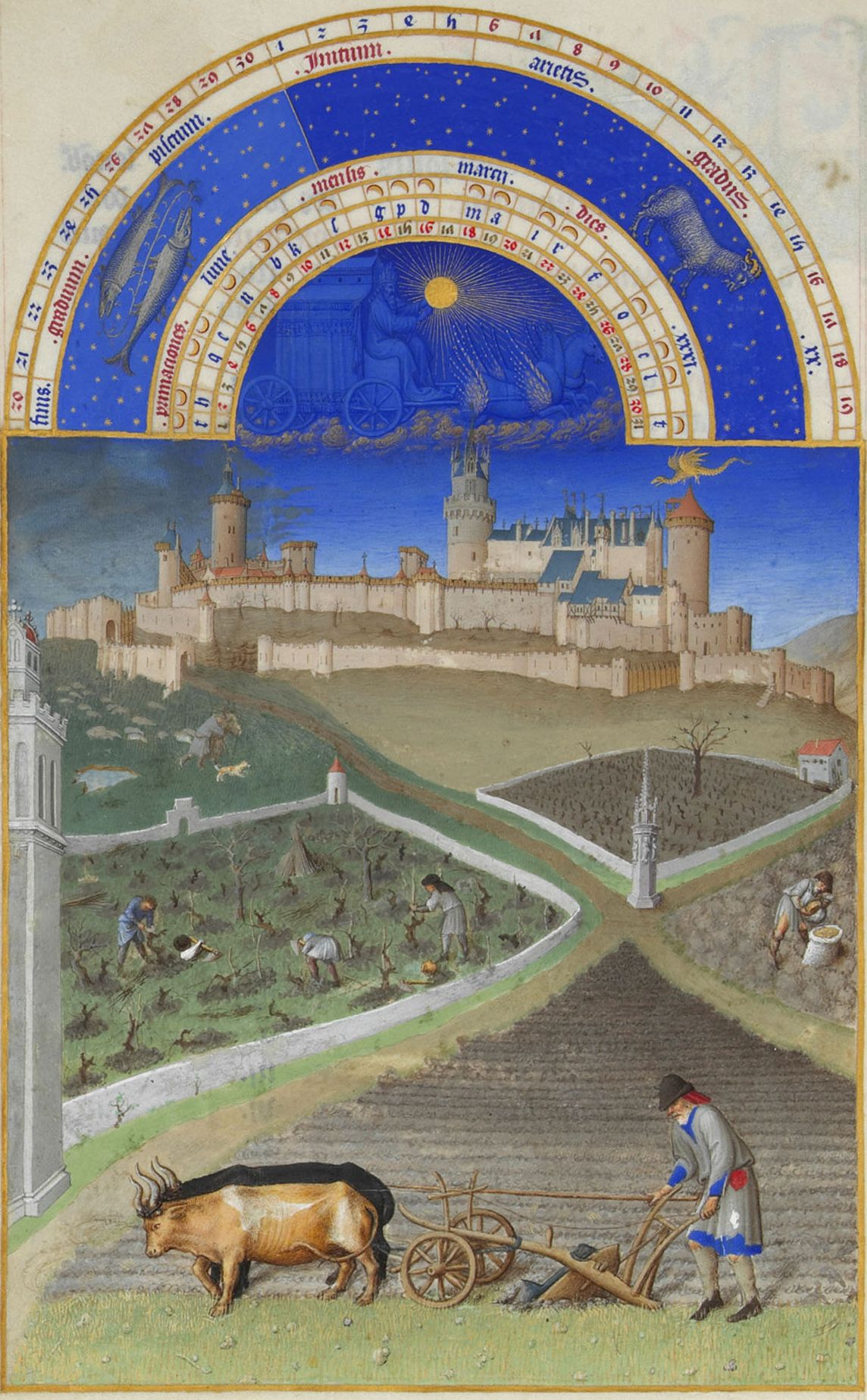
mois de mars - labour (f3v).
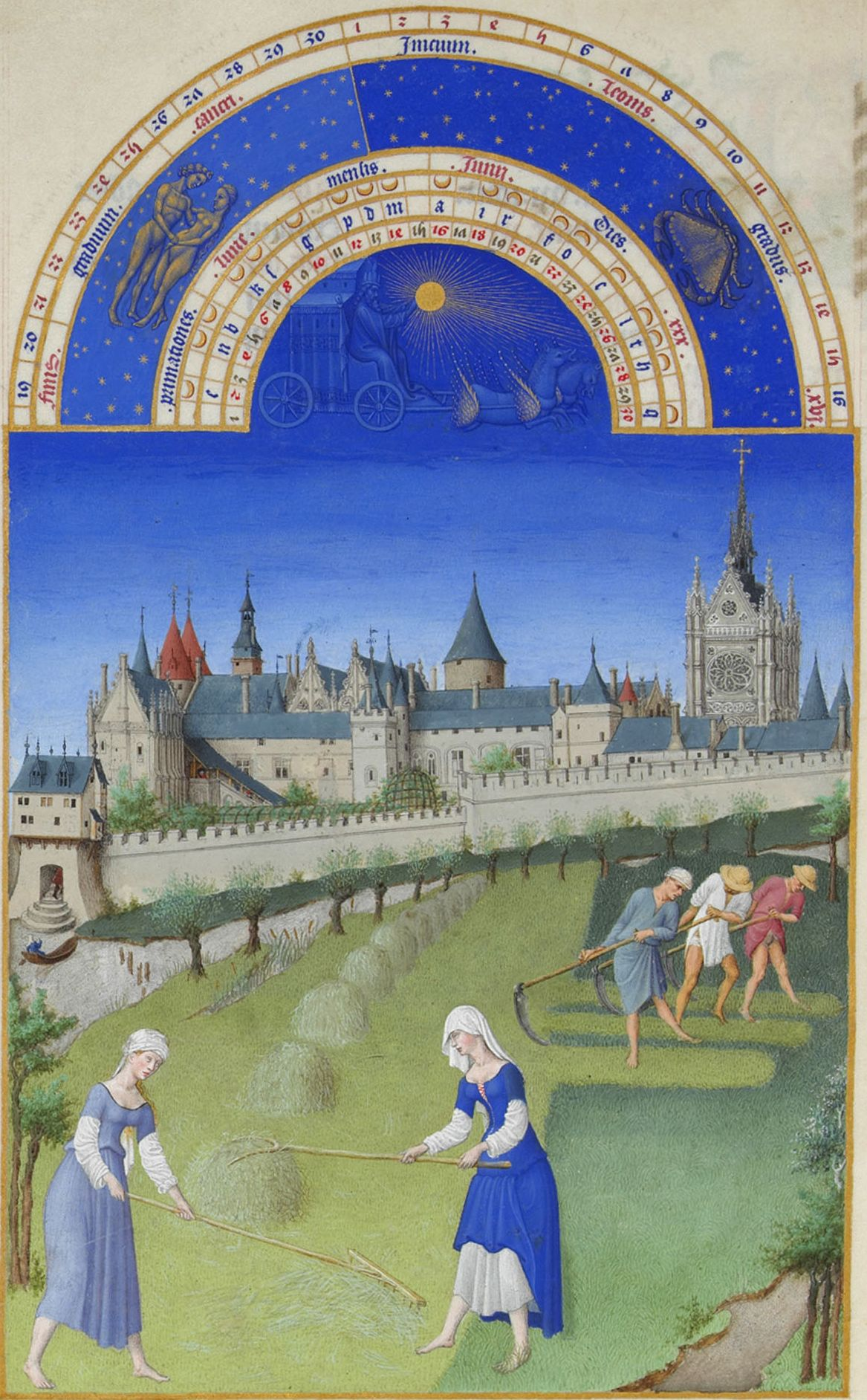
mois de juin - fenaison (f6v).
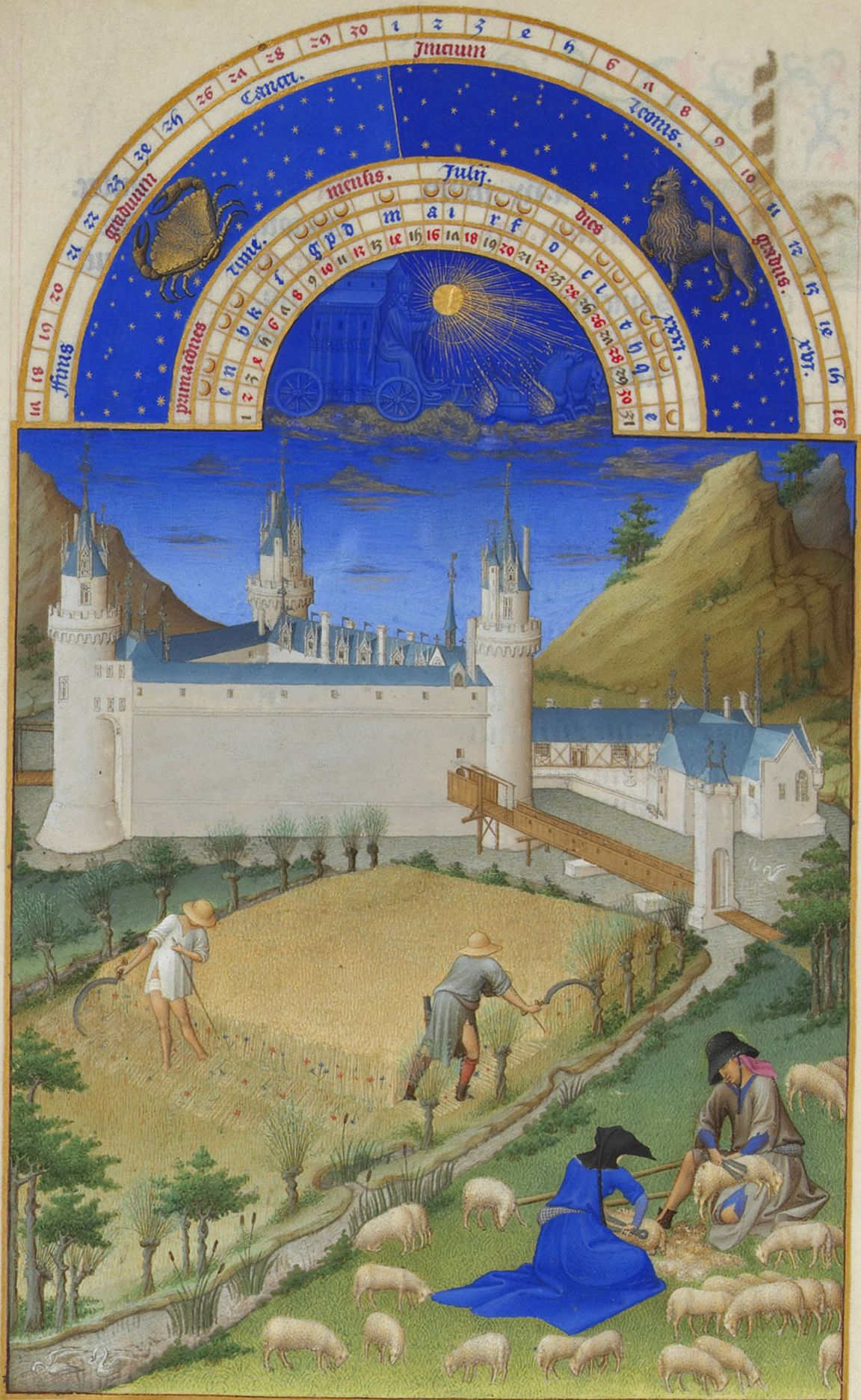
mois de juillet - tonte des moutons et moisson.
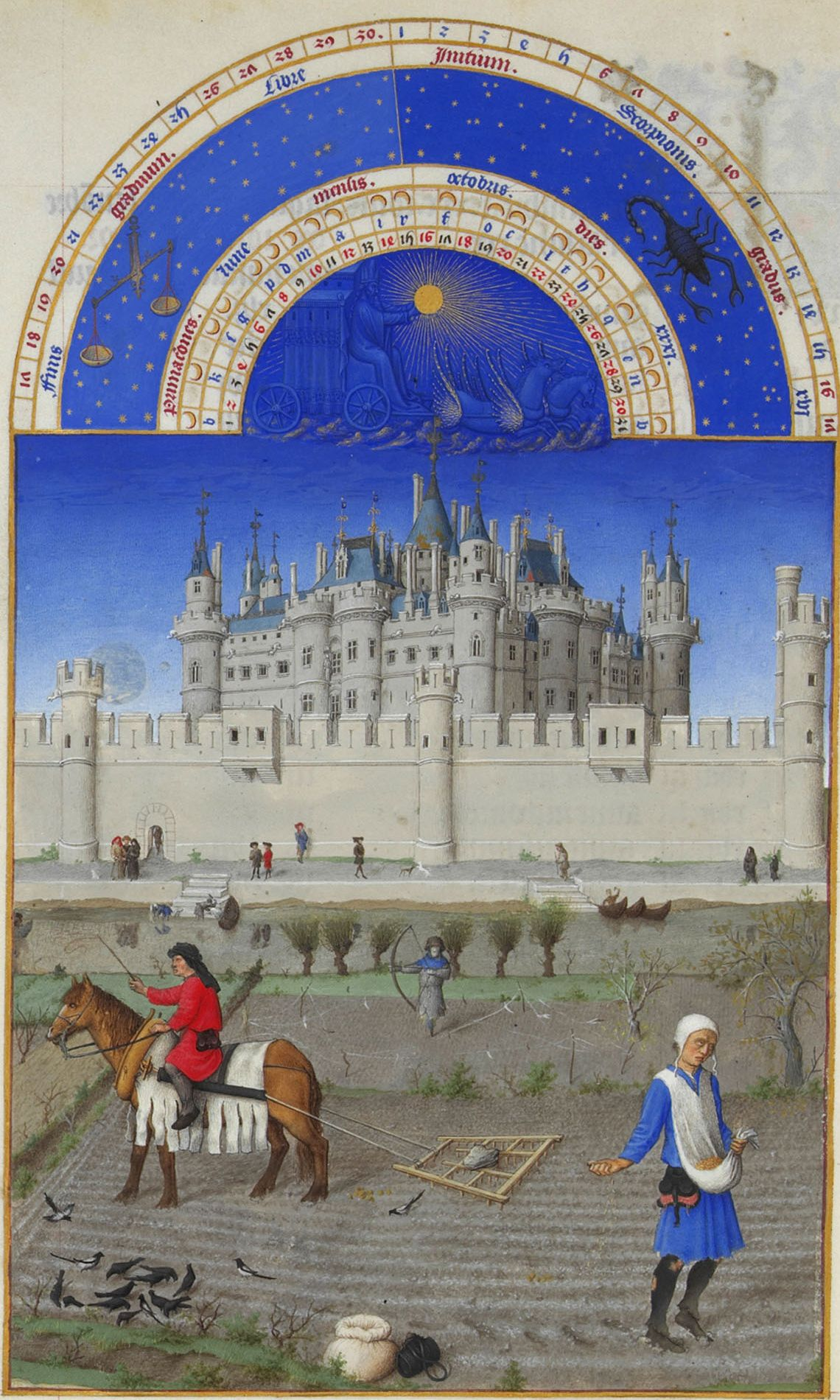
mois d'octobre - semis (folio 10v).

### La production et la récolte agricole sont entièrement réglementées

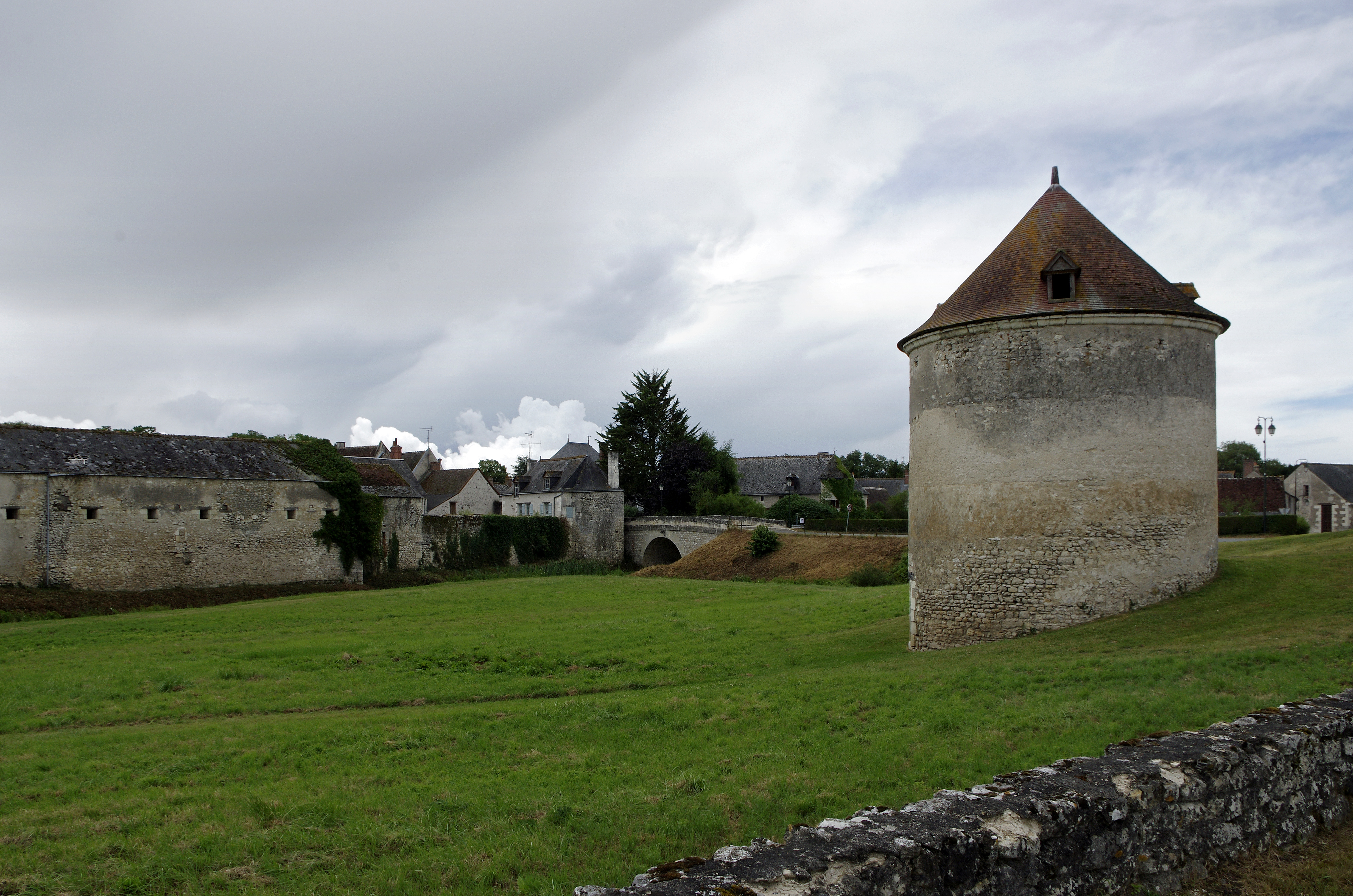
Grange dîmière (à gauche) et fuye (colombier dans l'Ouest de la France) du Prieuré du Louroux en Touraine ; deux symboles de l'assujettissement des paysans sous l'Ancien Régime.

Les récoltes sont régulièrement touchées par le passage des équipages de chasse qui est réservée au seigneur (elle réduit néanmoins les dégâts dus au gibier). L'élevage des pigeons domestiques réservé aux nobles et aux ecclésiastiques peut entraîner des dégâts considérables sur les levées de culture et sur les récoltes. Les pigeonniers souvent somptueux sont vus par les paysans comme un symbole de leur asservissement et nombre d'entre eux seront détruits lors de la révolution.
La chasse est très tôt réservée au seigneur, sauf le piégeage aux « nuisibles ». La pêche est en principe réservée au seigneur qui se contente généralement des grandes pêcheries (vidage d'étang, grandes nasses) ; il consent à laisser pêcher souvent contre redevance ; il n'est ainsi pas rare de voir des paysans en train de pêcher à la ligne ou au filet sur des enluminures ou des gravures ; de plus les rivières sont alors très poissonneuses et entrecoupées de gués et de barrages ou semi-barrages divers, notamment pour les moulins et les tanneries, délimitant de nombreux petits bassins où il est facile de pêcher même à mains nues . Les moines pour qui le poisson est indispensable en période de jeûne sont plus sourcilleux.
Les paysans doivent respecter les règles liées à l'organisation communautaire. Les principales sont celle l'assolement commun et de la rotation triennale obligatoire au moins dans les pays d'openfield ainsi que celles liées aux parcours pastoraux dans le Sud.
D'autres règles et obligations visent à assurer la subsistance et la sécurité de tous les membres de la communauté :
- Droit de chaumage : il réserve l'usage des chaumes après moisson à la communauté (les chaumes étaient essentiels aux toitures). Il oblige à moissonner à la faucille (à la différence des paysans allemands ou flamands qui moissonnent à la faux)
- Droit de vaine pâture : chacun peut emmener des animaux pâturer sur les communs ou sur la sole libérée après la moisson (éventuellement après chaumage)
- Droit de glanage
- Droit de grapillage dans les vignes après les vendanges
- Droit de panage : possibilité d'emmener les porcs se nourrir en forêt, parfois contre redevance
- Droit d'affouage : prélèvement de bois en forêt
- Droit de piégeage, il est repris par les seigneurs qui se réservent entièrement la chasse à partir du XIVe siècle sauf pour les nuisibles
- Droit de guet et de garde : soutien militaire au seigneur comme piétaille
- Huées : soutien pour les chasses au loup.

## Sous l'Ancien Régime

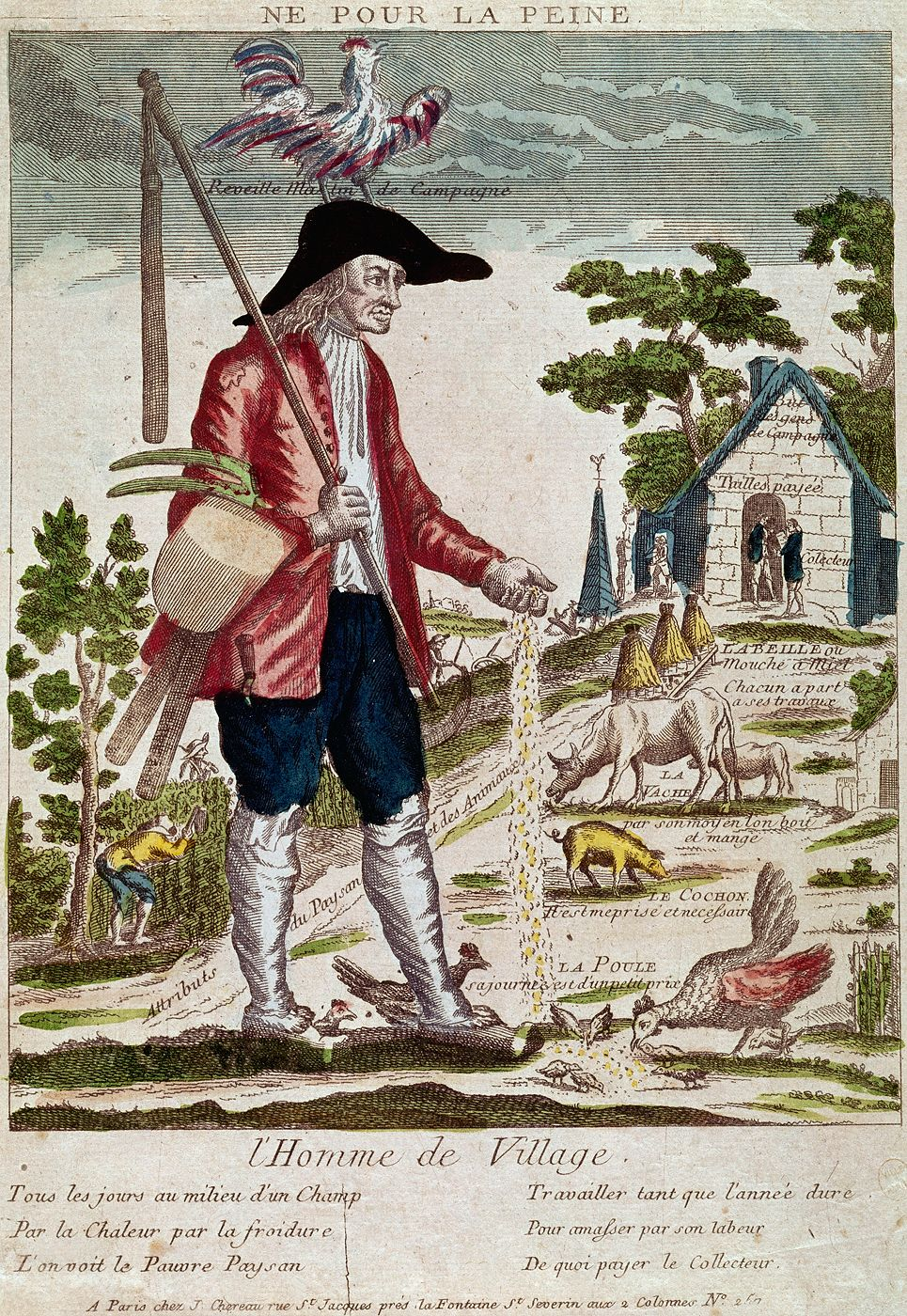
Eau-forte célèbre illustrant la condition paysanne sous l'Ancien Régime.

### Stratification sociale de la paysannerie: journaliers, manouvriers et laboureurs
D'après l'historien Gérard Noiriel, sous le règne de Louis XIV (1643-1715), la moitié des paysans sont des journaliers (ouvriers agricoles). Ils disposent d’un lopin de quelques ares, sur lequel ils ont construit une maison d’une seule pièce. Ils cultivent aussi un potager, avec quelques poules et quelques brebis pour la laine. La fraction la plus pauvre de la paysannerie est composée de manœuvriers qui ne possédaient que quelques outils manuels (faucille, fourche, etc.). Du printemps jusqu’au début de l’automne, ils travaillent sur les terres du seigneur, d’un membre du clergé ou d’un riche laboureur. Ils participent aux moissons, aux foins et aux vendanges. En hiver, ils cherchent à se faire embaucher comme hommes de peine. Les laboureurs plus aisés possèdent un équipage de trait, bœufs ou chevaux.

### La dîme et la gabelle, des impôts lourds à payer
Les paysans, qu'ils soient serfs ou villains, paient le cens (le chevage pour les serfs), un loyer en argent ou en nature et ils doivent travailler dans la réserve du seigneur plusieurs jours par semaine. En outre, ils accomplissent des corvées sur les terres du seigneur : entretien des chemins et des canaux, charrois, etc. Ils doivent aussi les banalités, beaucoup plus lourdes que le cens : redevances sur les commodités installées par le seigneur et dont l'usage est obligatoire ; four, pressoir, moulin. Comme les autres ordres, ils doivent payer la dîme à l'église, le tonlieu (droits sur les marchandises) et la gabelle du sel selon les régions. Cette dernière est particulièrement gênante pour les paysans car les ruminants d'élevage devraient aussi recevoir leur ration de sel ; pour la conservation des aliments avec un minimum de sel chaque région a en effet trouvé des solutions en partie à l'origine de la diversité de la gastronomie française (Histoire du sel).
La taille, due occasionnellement au seigneur sous la féodalité, est devenue un impôt régulier du au roi sous l'Ancien Régime. Le fouage est un impôt généralement occasionnel du par tous les foyers roturiers. Sous l'Ancien Régime, il est levé par les parlements provinciaux ou par le roi.
Les paysans sont défavorisés vis-à-vis de l’impôt. Alors que le clergé ne paye qu’une somme qu’il choisit, et qui est appelée le don gratuit (il devient toutefois coutumier sous Louis XIV), et que les nobles sont jusqu'en 1710 exempts d’impôts en argent, ils « payent l’impôt du sang », le tiers état doit payer des impôts aux deux ordres précédemment cités. En effet, en plus des impôts royaux, la taille et la gabelle, ou impôt sur le sel, le tiers état doit payer la dîme au clergé, puis les droits seigneuriaux. Les paysans sont défavorisés à cause des redevances et impositions, non seulement par rapport aux nobles et aux cléricaux, mais aussi aux bourgeois, pourtant membres du dernier ordre aussi mais qui sont privilégiés grâce aux chartes de franchises obtenues par les guildes et les villes. Sous le règne de Louis XIV, plus de moitié des revenus des paysans sont ainsi ponctionnées par les classes dirigeantes.

### Le fermage et le métayage: nouvelles formes d'accession à la terre
Le fermage et le métayage apparaissent aux alentours de 1400 à la faveur des grands défrichements ou lorsque les domaines ecclésiastiques se dessaisissent de la gestion directe de leurs terres. À la différence du cens et de la champart ou du chevage servile, ce ne sont plus des contrats de droit féodal. Ils n'entraînent aucun lien de dépendance personnelle. Le cens n'étant généralement pas réévalué, certains monastères ou petits seigneurs ne profitant guère de la banalité ont intérêt à se défaire de leurs tenanciers et à passer au métayage ou au fermage ; des lignées nobles entières ruinées disparaissent ainsi ; certains membres de ces familles deviennent à cette occasion de grands fermiers ; ils produisent bien plus que leur consommation et peuvent dans le Nord et l'Est de la France alimenter le commerce d'exportation.

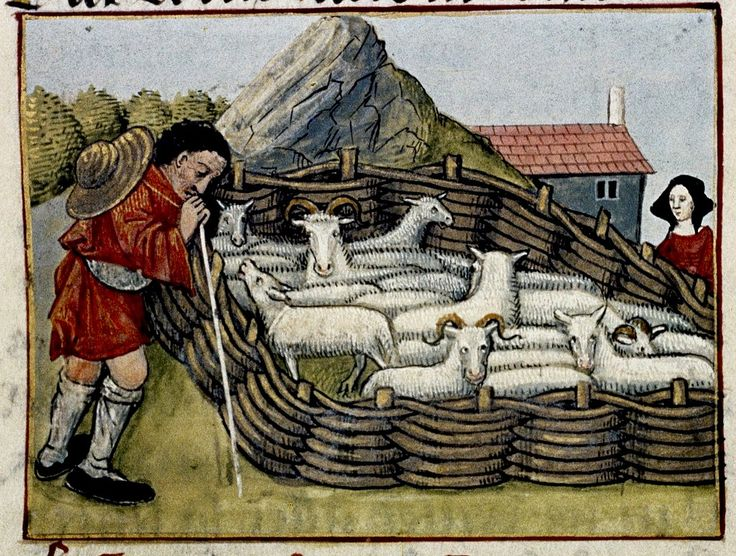
Troupeau de moutons dans un enclos, vers 1400.

Les paysans doivent donc donner une partie de leur récolte, en argent ou en nature, aux rentiers du sol, qui sont nobles, membres du clergé ou bourgeois : c’est le cens, le fermage ou le métayage. Les réformes de Colbert visant à promouvoir la forêt entraînent la disparition du droit d'affouage et la réglementation du droit de panage.

### Les paysans,Tiers-étatde la société

#### Un asservissement important à la fin duXVIIIesiècle
D’autres règles asservissent les paysans : les liens communautaires qui sont une sorte de servitude collective. Les paysans ayant généralement des petites parcelles, ils doivent s’assembler pour être plus productifs, organiser et respecter l'assolement dans les régions d'openfield, les pâturages et parcours, sous peine de sanctions juridiques. Le petit paysan n’a donc aucun pouvoir de décision : il ne peut planter autre chose que ce qui l’est dans le reste de la collectivité, ne peut enclore la plupart de ses parcelles… paradoxalement, cela nuit à la productivité, et favorise les crispations entre les membres de ces communautés. Ce modèle a été appliqué dans une grande partie de l’Europe (les pays de bocage notamment y ont échappé) et on peut le considérer comme l’inspirateur des kolkhozes en Russie.

#### Une production fortement vulnérable aux aléas naturels
L’agriculture au XVIIIe siècle en France est encore en grande partie une agriculture de subsistance : on produit peu pour exporter. Cela est dû à plusieurs facteurs : tout d’abord, les douanes trans-régionales. Ces taxes, contestées par les économistes, qu’ils soient physiocrates ou libéraux, défavorisent les échanges, car ajoutées à la fixation nationale des prix, elles retirent toute compétitivité aux produits venant d’autres régions. Les infrastructures sont dans un état catastrophique : les routes sont jonchées de trous et sont un véritable repaire à brigands, ce qui rend difficile la circulation des biens. Malgré les innovations, les techniques de mise en culture sont encore très rudimentaires, et la jachère est encore utilisée. Les nouvelles plantes, le maïs et la pomme de terre, augmentent la production agricole, mais ne suffisent pas à éviter disettes et famines, les cultures dépendant des caprices de la météorologie.
L’organisation de la société rurale en France au XVIIIe siècle est donc comparable à la situation que traverse la majeure partie de l’Afrique à ce moment : agriculture dépendante des aléas naturels et techniques simplistes, exportations très limitées, liens très forts entre les paysans ; d’une façon générale, on peut dire que l’agriculture n’avait que peu évolué depuis la fin de l’Antiquité, mais qu’elle va connaître très rapidement de nombreuses améliorations, notamment à partir de la Révolution française. Le statut des paysans quant à lui a évolué lentement au fil du siècle, avec la disparition progressive du servage et une indépendance croissante.
À la veille de la Révolution française, 80 % de la population française est rurale, dont 60 % sont paysans et 40 % vivent de l'artisanat et de l'industrie.

#### Une représentation limitée au sein des États généraux
Ensuite, les paysans n’ont pas de représentation politique si ce n'est lors des assemblées de village néanmoins importantes (fixation de l'assolement obligatoire qui est commun, répartition des charges). Les États généraux, lorsqu’ils sont réunis, c'est-à-dire pratiquement jamais, ne font pas cas des demandes des membres du troisième ordre et encore moins des paysans : ils sont méprisés par les autres députés qui considèrent qu’ils ne font rien d’honorifique ni de méritoire, contrairement à eux et jugent l’inégalité comme normale et nécessaire au bon fonctionnement de la société. Ils sont exclus de tous postes administratifs, judiciaires ou autres travaux lucratifs exigeant des responsabilités, n’ont pour la plupart pas accès à l’instruction. Les paysans représentent une masse influençable ne disposant ni de représentation politique, ni de pouvoirs et dont va savoir se servir la bourgeoisie lors de sa révolte anti-nobiliaire, et plus tard à la Révolution française.
Les revendications des paysans à la veille de la Révolution sont diverses et sont difficilement différenciables de celles des bourgeois, ces derniers ayant une influence certaine sur eux : ils luttent pour un impôt et une justice égalitaires, et donc pour la suppression des justices seigneuriales, ils veulent que les enrôlements forcés dans les milices et l’armée n’aient plus lieu et que les capitaineries et domaines de chasse exclusifs n’existent plus. D’une manière générale, ils veulent donc la suppression des privilèges, qui d’après eux n’ont plus lieu d’être pour les nobles, puisqu’ils ne payent pas plus l’impôt du sang qu'eux-mêmes, ni pour l’Église.
Les paysans sont défavorisés économiquement et politiquement par la monarchie absolue, et semblent être inactifs sur ce dernier plan. Pourtant, grâce à l’influence des nobles d’abord, puis des bourgeois, ils seront le moteur de la Révolution française, malgré un attachement au roi et à l’Église très importants.
Les paysans, malgré leur importance, ont donc été méprisés et ignorés par les deux autres ordres, et même par la bourgeoisie avant la révolte anti-nobiliaire, et défavorisés économiquement, ce qui a provoqué leur mécontentement grandissant et a été l’une des causes de la Révolution française. Leur rôle a donc été capital dans les années précédant la chute de la monarchie, puis lors des États généraux et la nuit du 4 août 1789. Ce sont en effet les soulèvements paysans de l'été 1789, la Grande Peur, qui contribuent en grande partie à convaincre l'aristocratie d'abandonner certains de ses privilèges la nuit du 4 août 1789. Leur mobilisation compte aussi parmi les facteurs qui poussent le pouvoir révolutionnaire à transformer les biens de l’Église en biens nationaux et à en vendre aux enchères une partie. Pourtant, si dans les régions éloignées des centres urbains les paysans parviennent à acheter quelques terres en se regroupant, la plupart sont acquises par la bourgeoisie et la noblesse.

### La Révolution française, l'abolition des privilèges, l'accès à la propriété

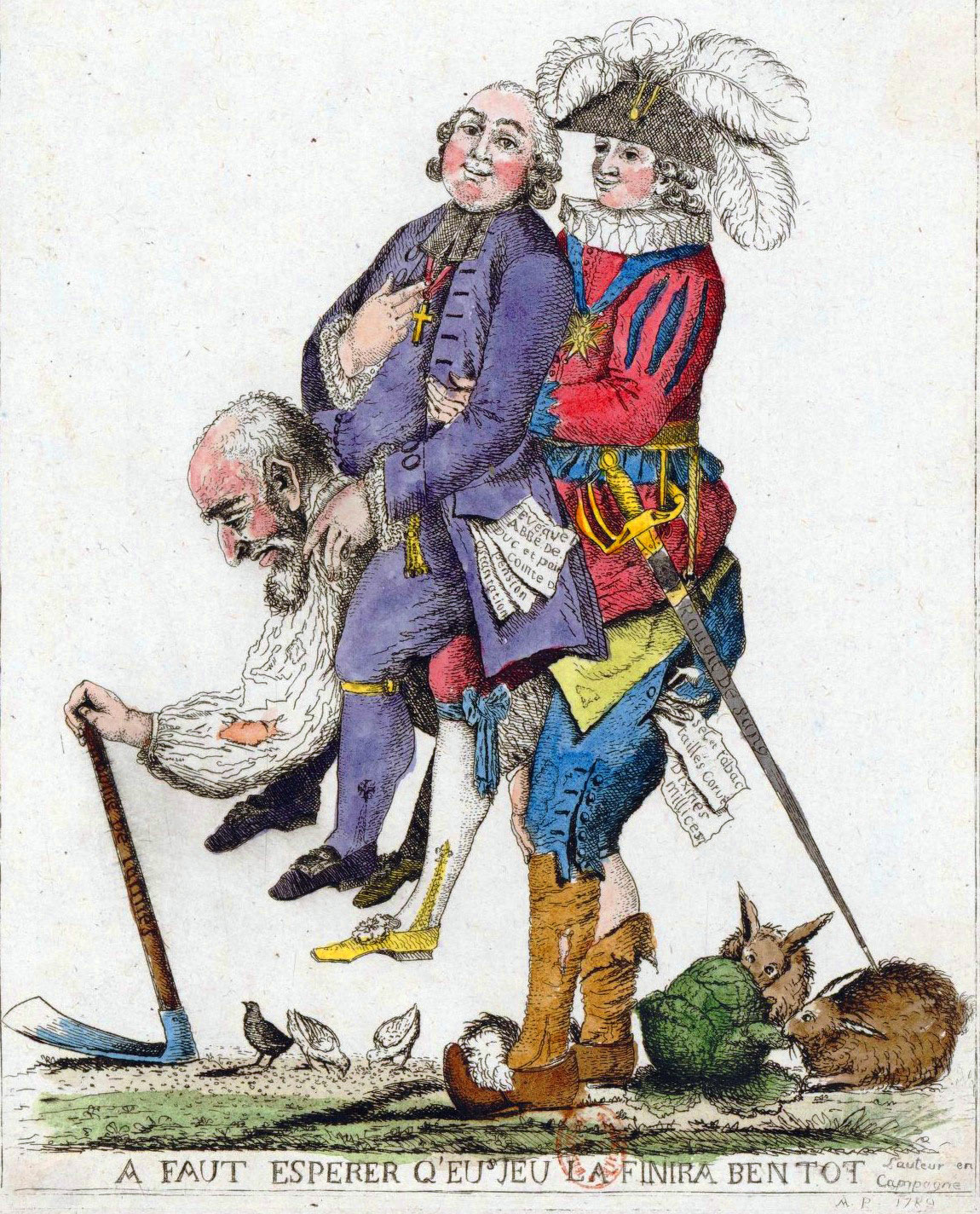
Satire des trois ordres, un paysan portant un ecclésiastique et un noble, avec le commentaire ; « Il faut espérer que ce jeu-là finira bientôt », 1789. Les petits animaux, pigeons dévorant les semis et lapins mangeant un chou, sont une allusion au dégâts entrainés par les privilèges sur les pigeonniers, les garennes et la chasse.

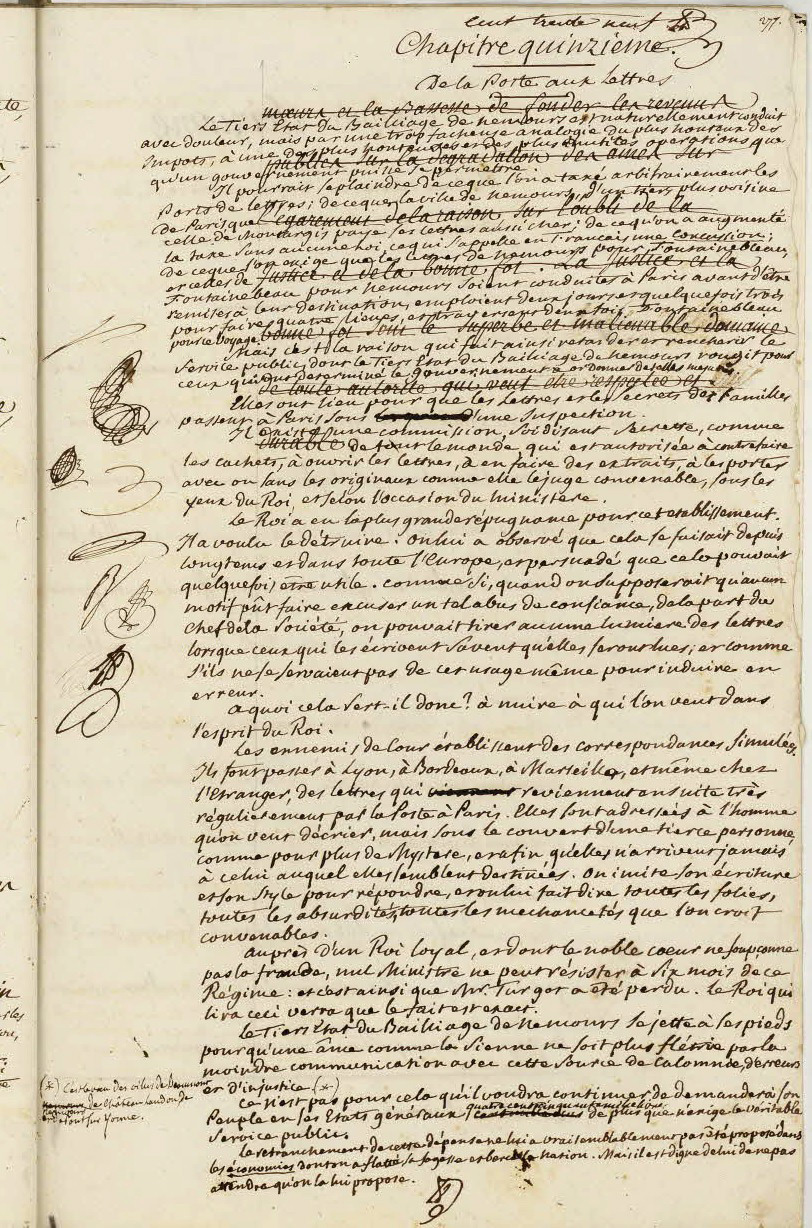
Une page du cahier de doléances de Nemours.

Concernant la propriété, 50 % des terres cultivées appartiennent aux nobles et au clergé, et 50 % aux paysans. Cependant, ces chiffres varient d'une région à l'autre et ne représentent qu'une moyenne sur l'ensemble du territoire. D'une manière générale, les paysans possèdent des terres moins bonnes que les classes privilégiées.
La définition de la paysannerie est, au XVIIIe siècle, encore assez floue. Le paysan, c’est celui qui vit à la campagne, en milieu rural. Sa condition est aussi caractérisée par une activité : le travail de la terre. Dans la société trifonctionnelle, le paysan fait partie de l’ordre des laboratores. À la fin de l’Ancien Régime, le monde clos de la paysannerie représente plus de 80 % de la population française.
Le XVIIIe siècle à son début n’a pas connu de révolution agricole généralisée en France à la différence des Pays-Bas et de l'Angleterre. Les Flandres et de grands domaines gérés par de grands propriétaires novateurs proches des physiocrates ou de grands métayers ont cependant été touchés précocement et commencent à être copiés par les petits paysans lorsque leur condition le permet. Quelques progrès ont été effectués, certes, mais l’agriculture reste dans son immense majorité étriquée, engoncée dans un système seigneurial très pesant et un communautarisme rural. Cependant l’essor démographique de la seconde moitié du siècle ouvre la voie à 1789 et à l’intensification de l’agriculture. Les paysans participent à l'élaboration des cahiers de doléances.
La décennie de la Révolution française, prolongée par le Premier Empire, joue un rôle décisif pour la paysannerie française. En l’espace d’une génération, les bases de l’organisation sociale des campagnes françaises sont remises en cause. La paysannerie, dont le poids est si lourd dans la société française, ne joue bien évidemment pas un rôle passif dans ce mouvement. Il reste à déterminer le rôle qu’elle a joué dans l’effondrement de l’Ancien Régime et dans la mise en place de la politique révolutionnaire.

## Modernisation et évolution de la condition paysanne

### La condition paysanne: un thème privilégié par les peintres auXIXesiècle
En parallèle de l'essor industriel, les peintres immortalisent des scènes de vie paysanne et des colonies ; les peintres tels que Jules Breton, Jean-François Millet, Paul Gauguin etc. s'installent dans l'espace rural à Pont-Aven ou encore à Auvers-sur-Oise par exemple afin d'y représenter des aspects du travail quotidien, les métiers ou encore les travaux des champs.
Par la représentation du labeur paysan, les peintres donnent du monde rural une image plus réaliste aux populations parisiennes et urbaines, image dénuée de romantisme ou bucolisme des peintures de la période classique. Mais cette représentation est un enjeu aussi car les campagnes françaises vivent d'une façon qualifiée d'archaïque. Ainsi la peinture sert autant à décrire, qu'à montrer une opposition entre des activités ancestrales et la modernité industrielle.
Ces peintures constituent aujourd'hui une source d'information importante pour comprendre la condition paysanne pré-révolution industrielle. Ces peintures n'ont pas toutes eu du succès de leur temps cependant.

Travaux et métiers paysans
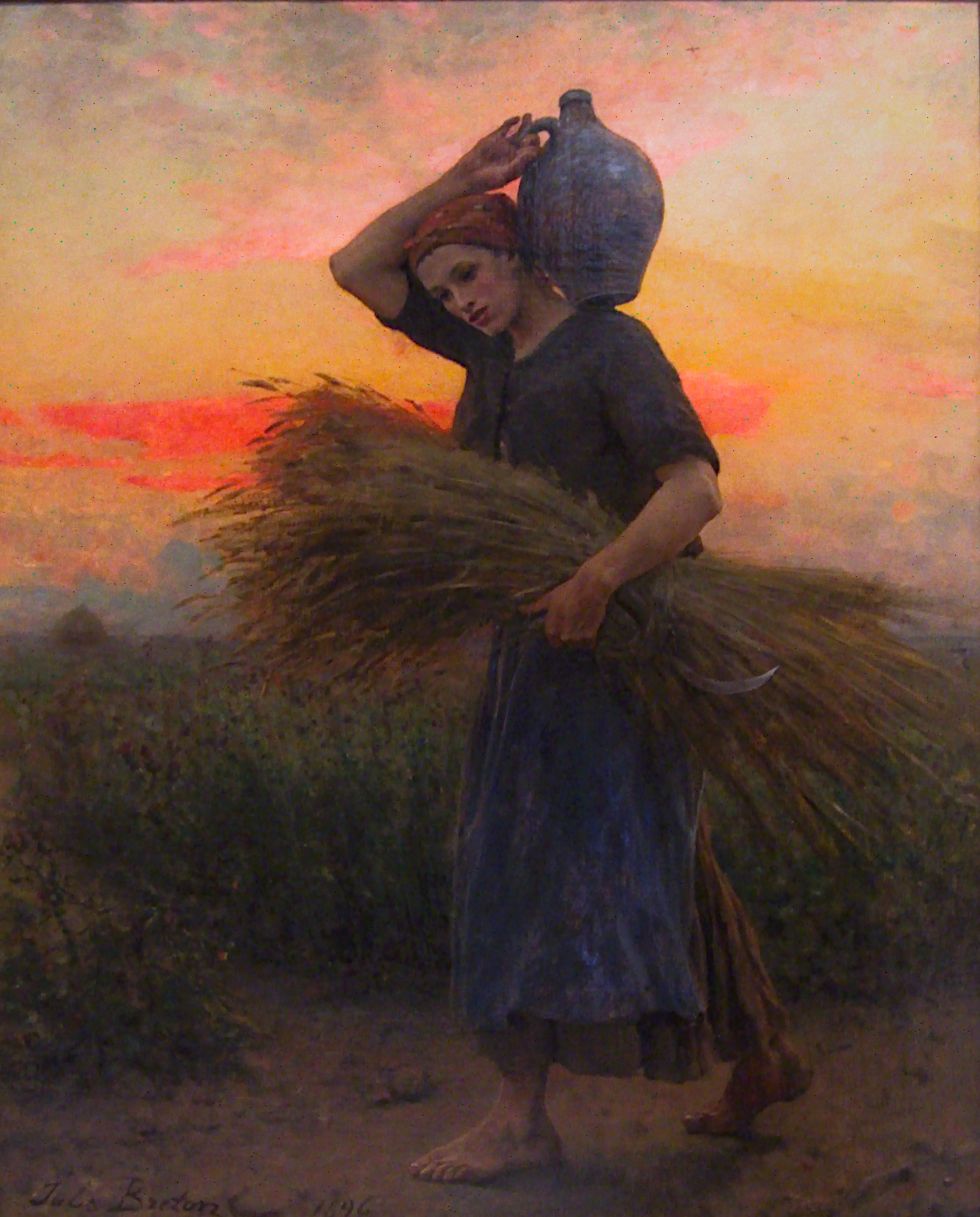
Récolte (Aube, Jules Breton, 1896).
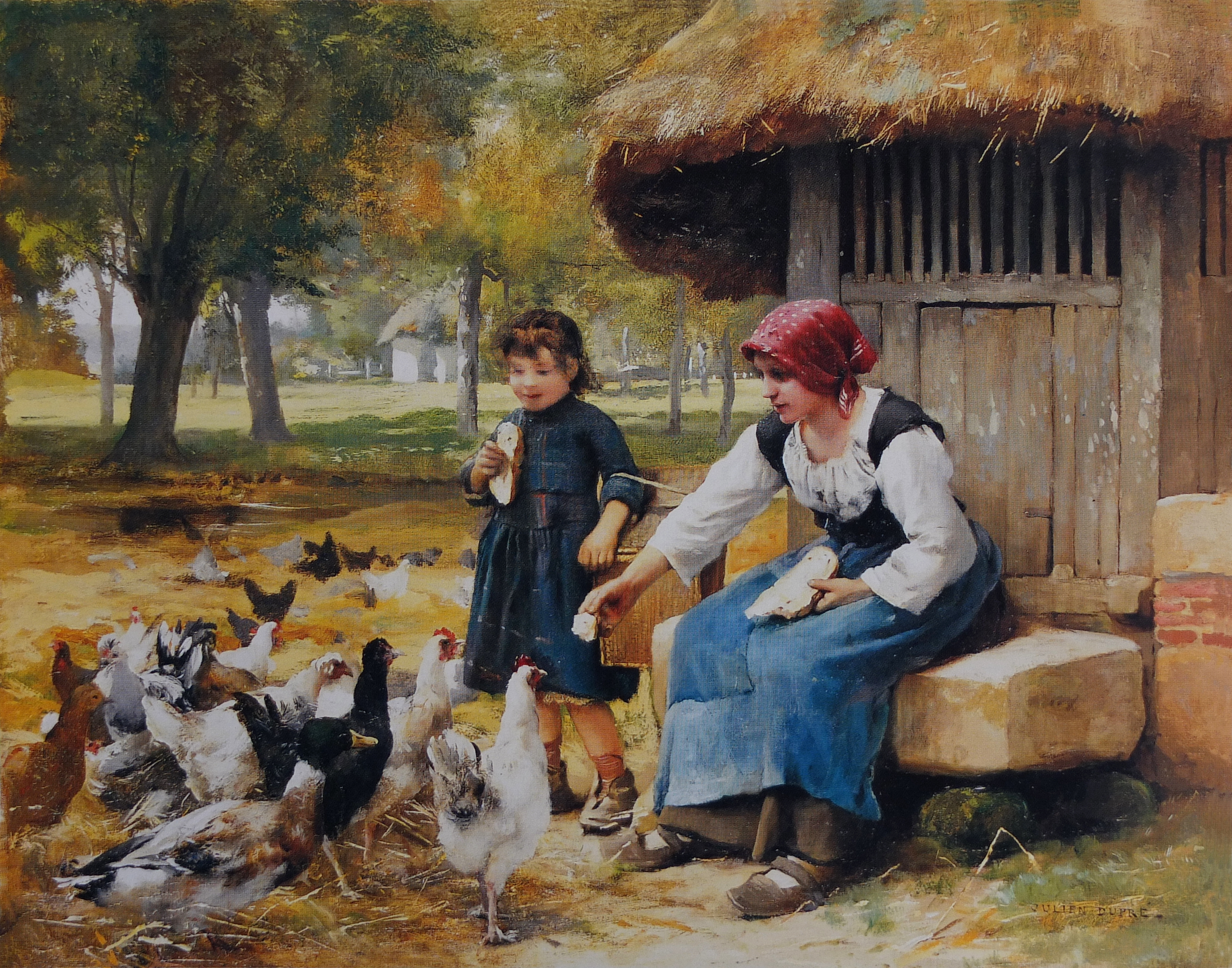
La becquée (Julien Dupré, 1881).
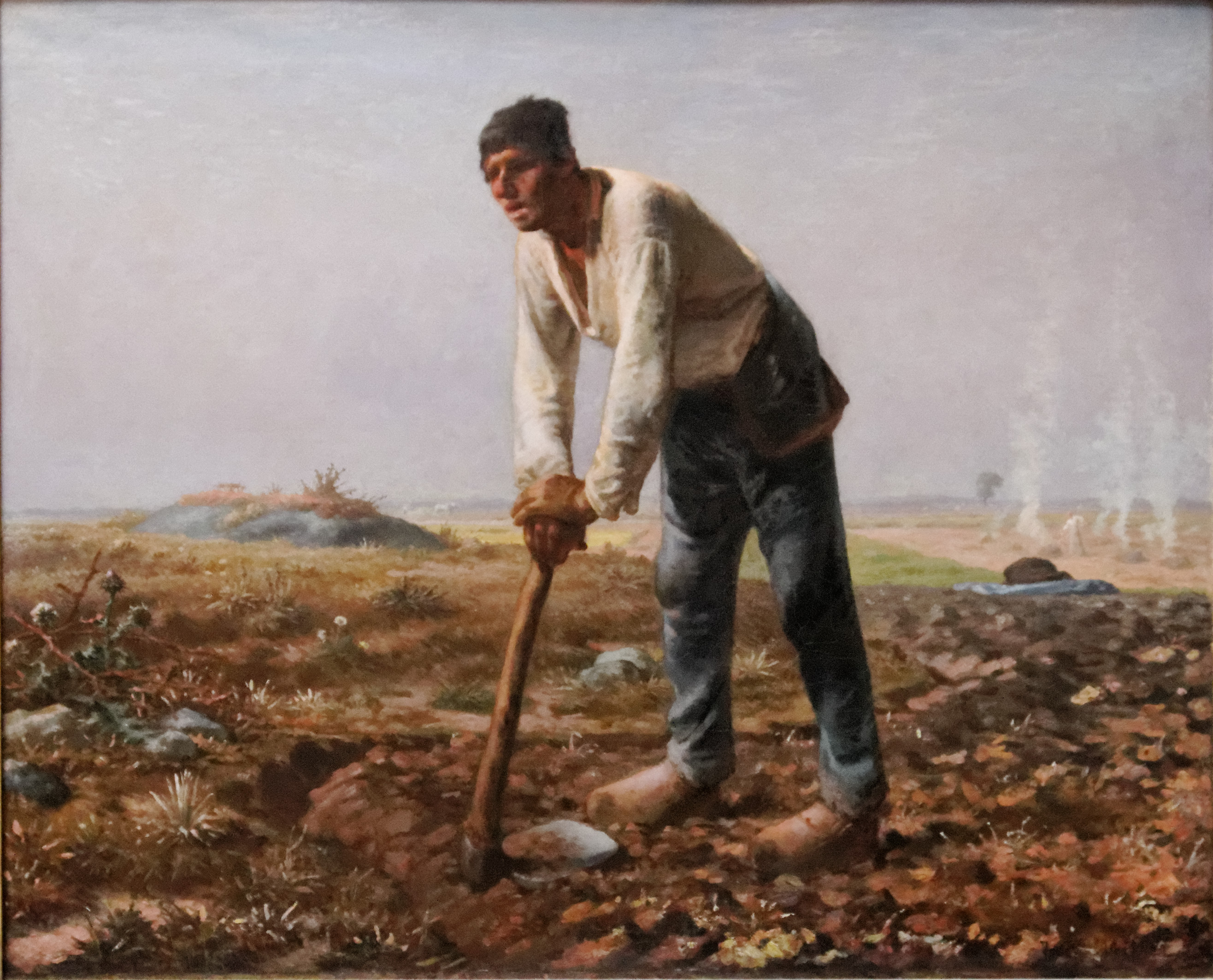
L'homme à la houe (Jean-François Millet, entre 1860 et 1862).
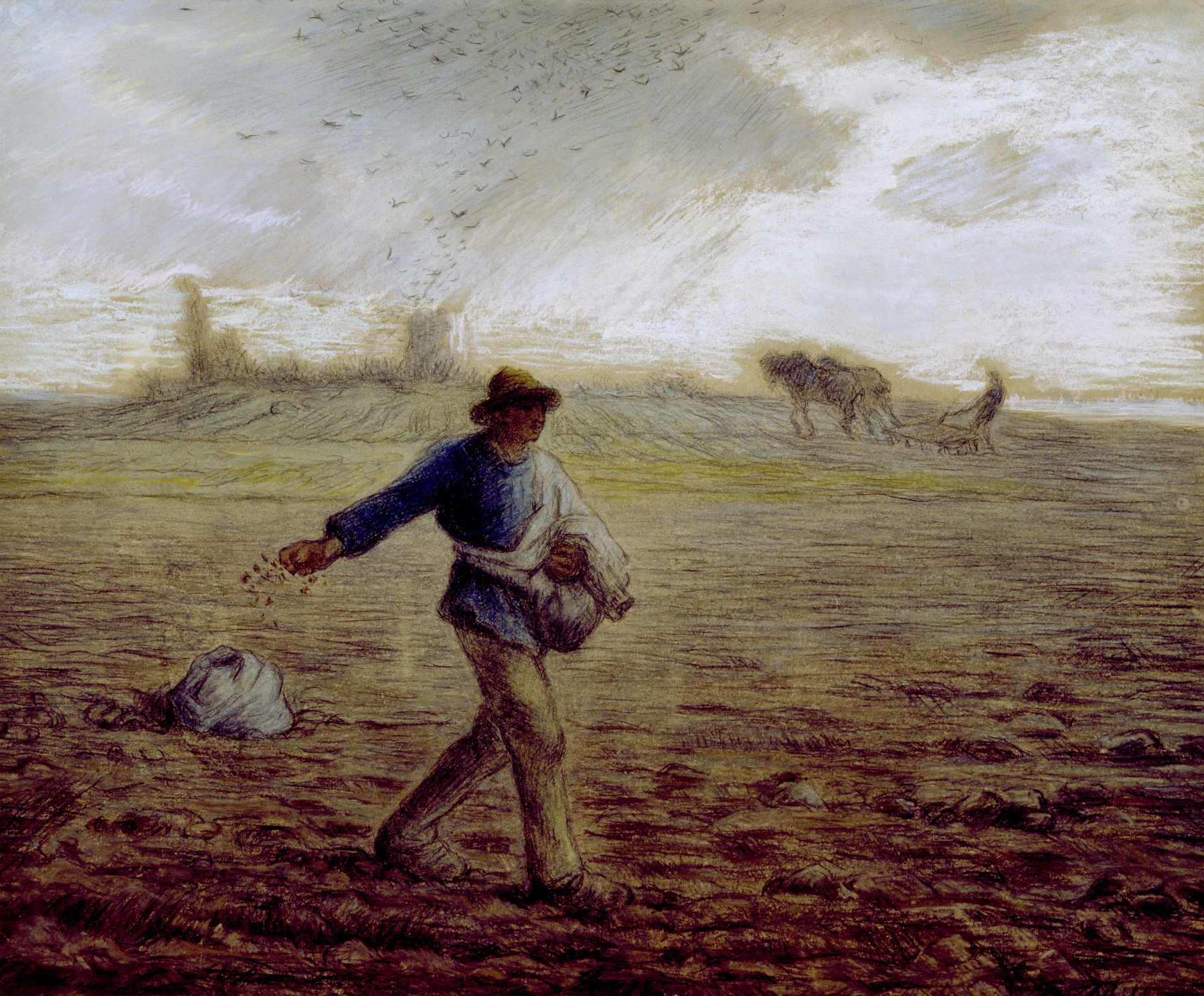
Le semeur (Jean-François Millet, vers 1865).
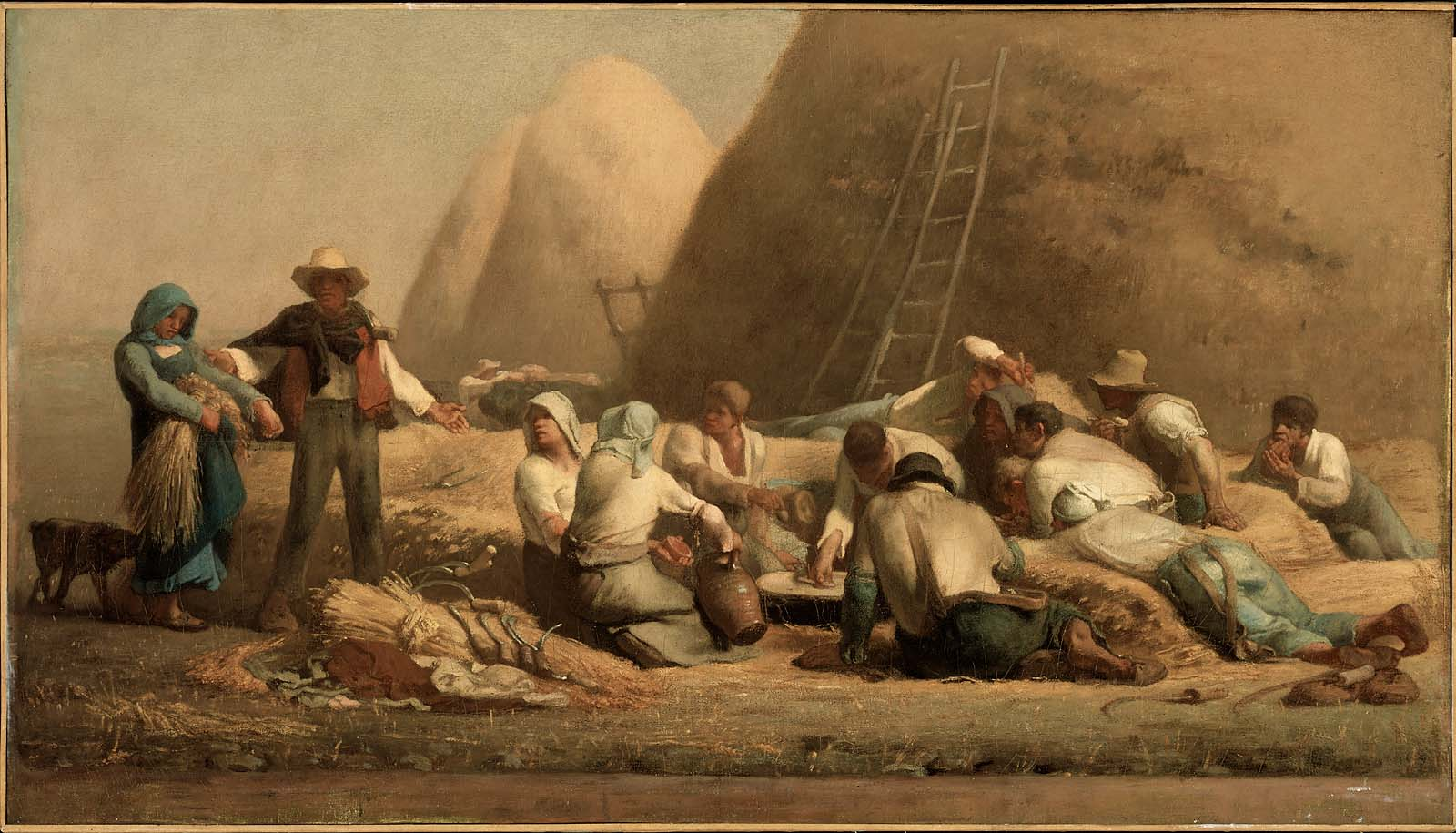
Moissonneurs au repos (Jean-François Millet, de 1851 à 1853).
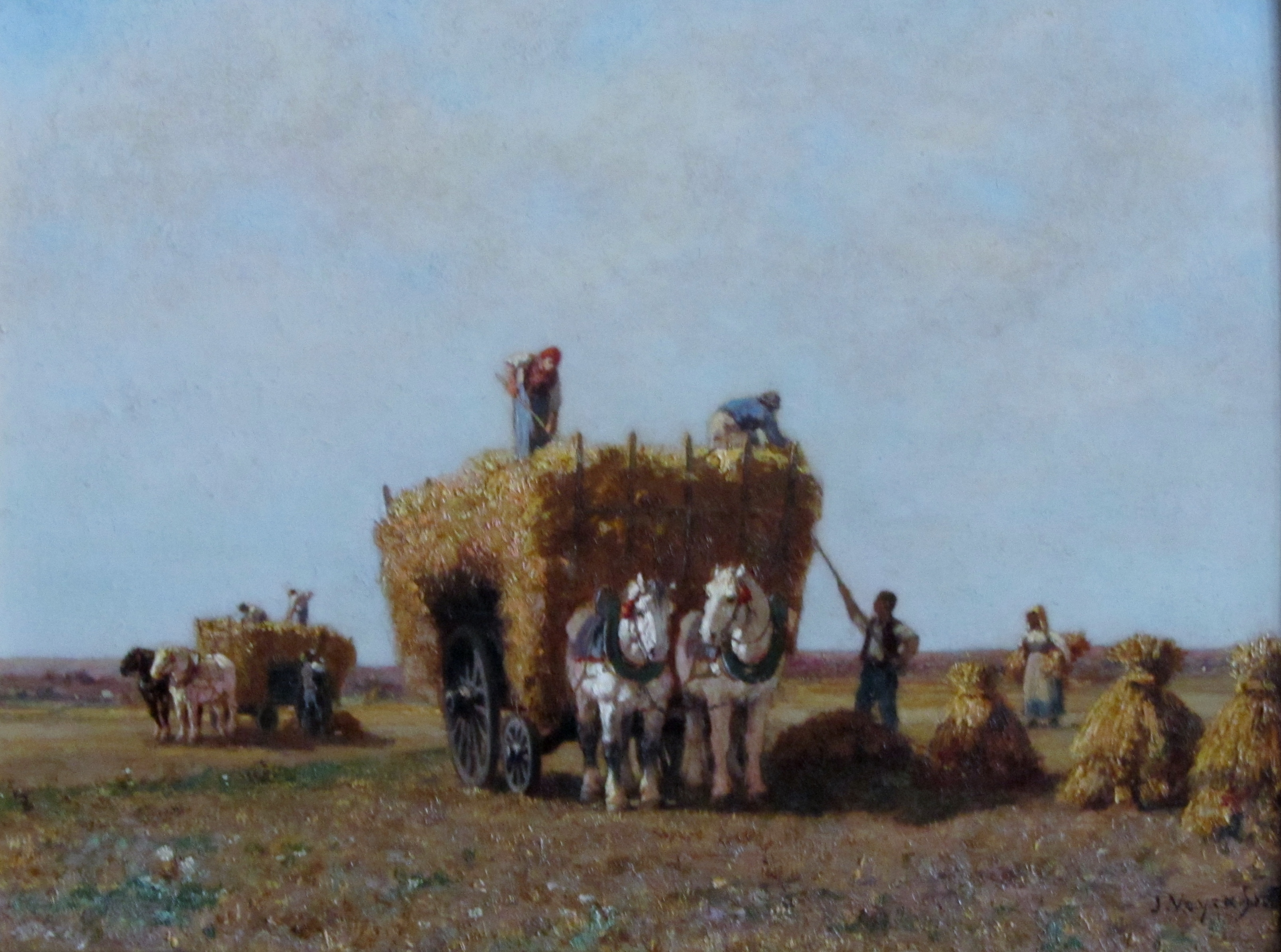
La récolte (Jules Jacques Veyrassat, avant 1893).
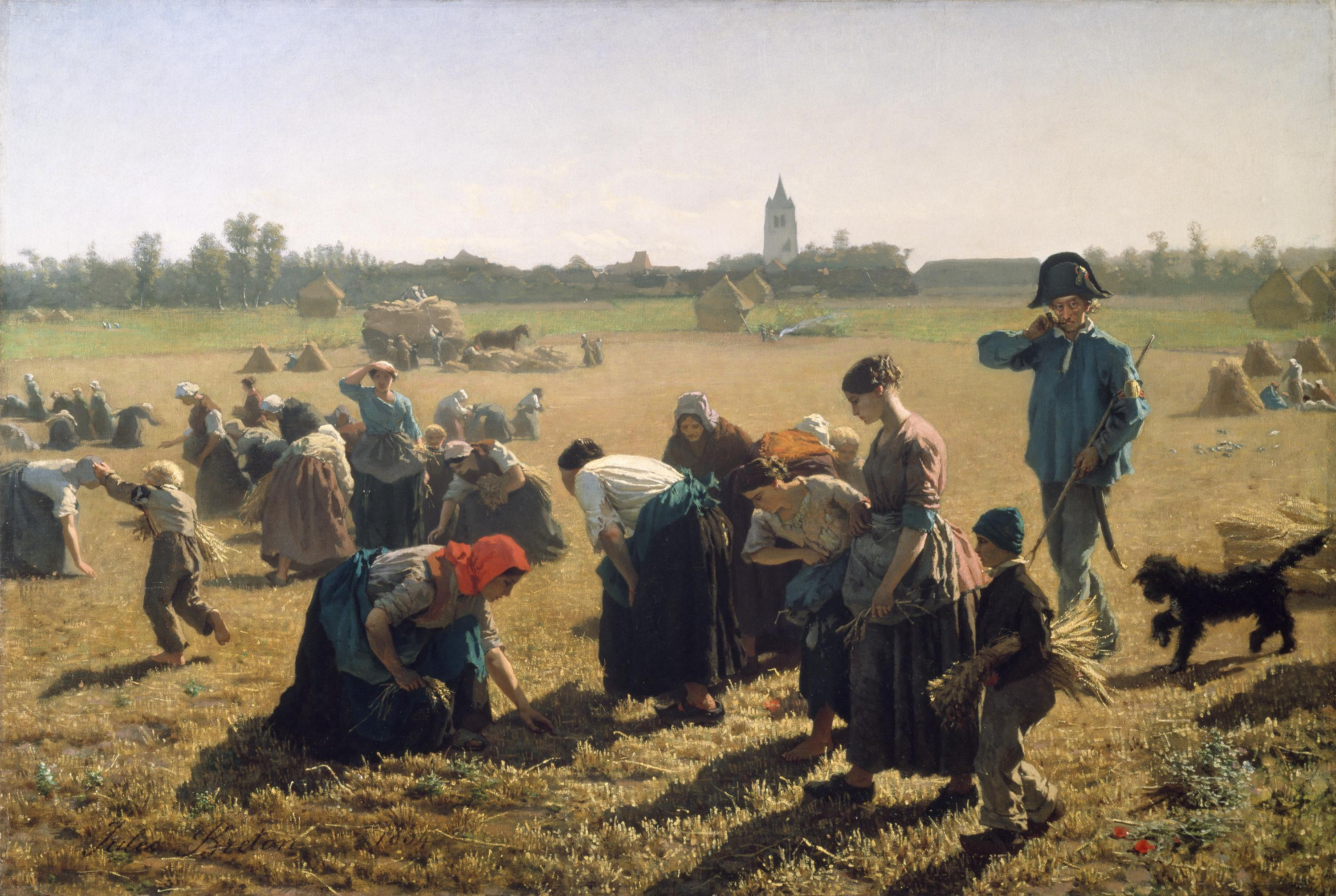
Les glaneuses (Jules Breton, 1854).
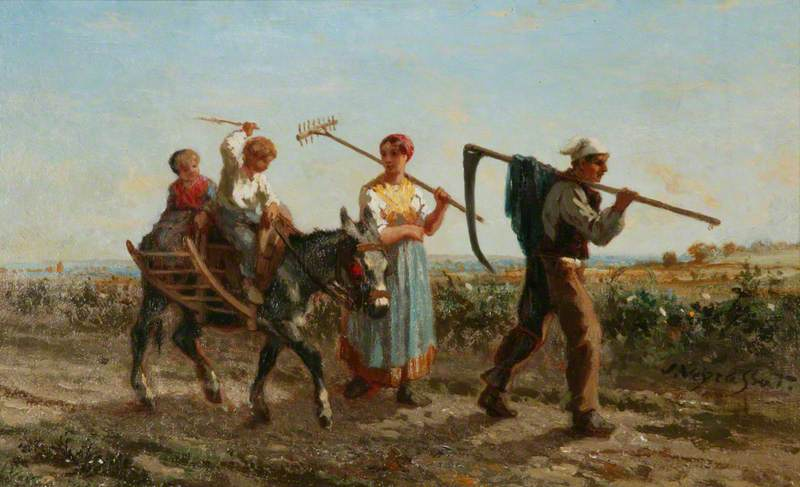
La récolte (Le retour du travail, Jules Jacques Veyrassat, avant 1893).
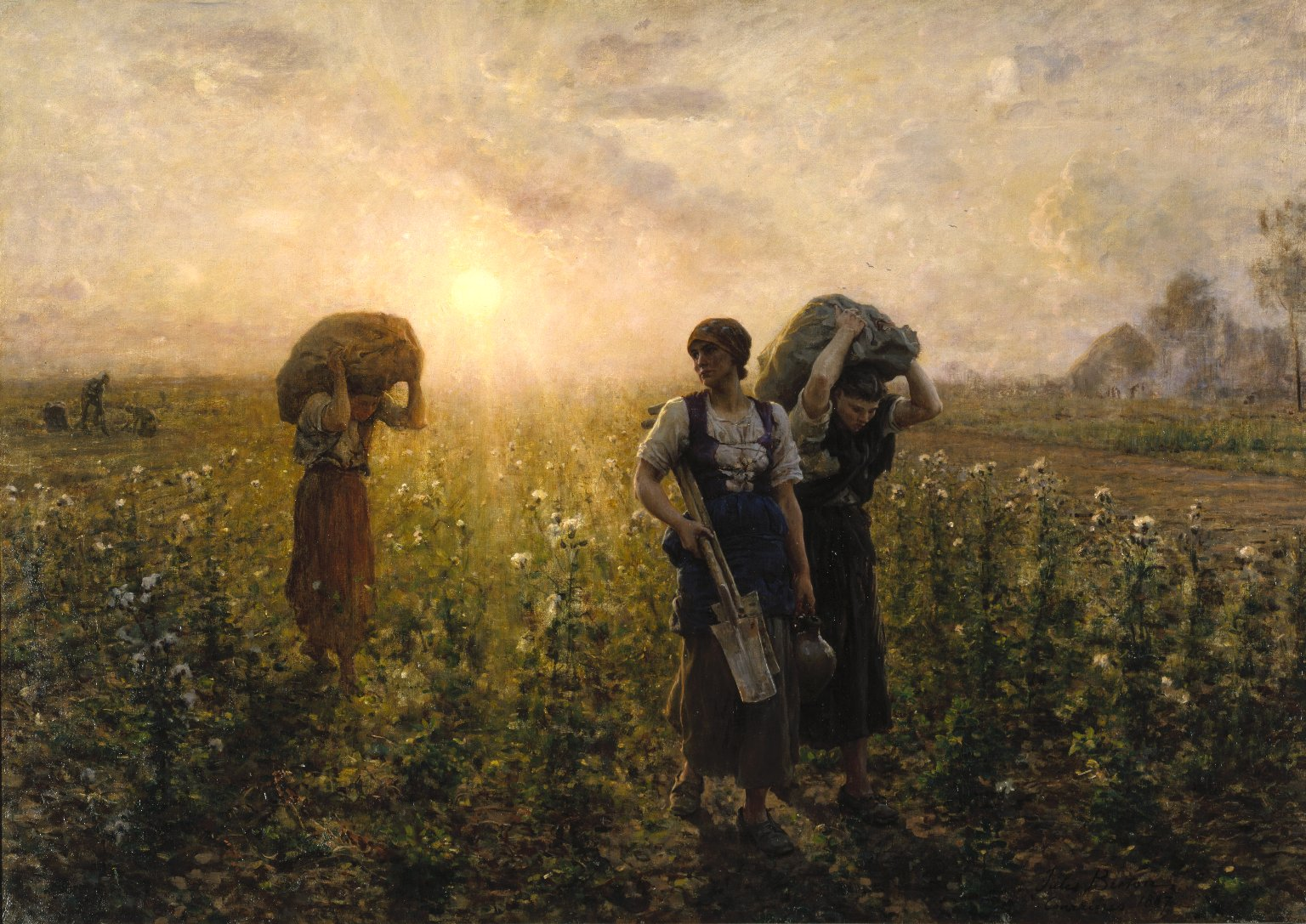
La récolte (Fin du travail, Jules Breton, entre 1886 et 1887).
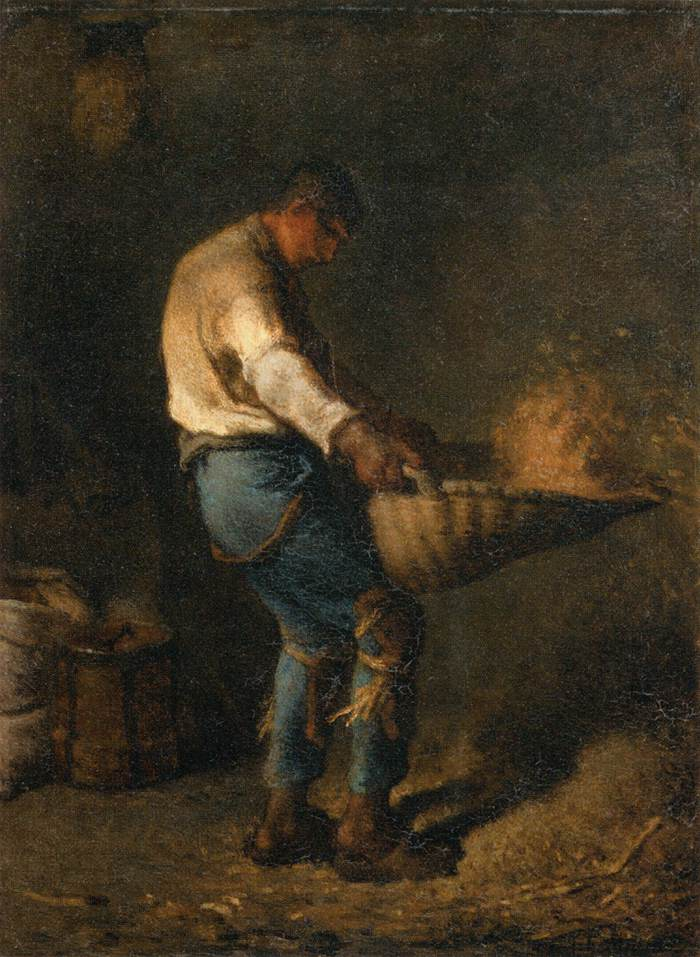
Un vanneur (Jean-François Millet, 1848).
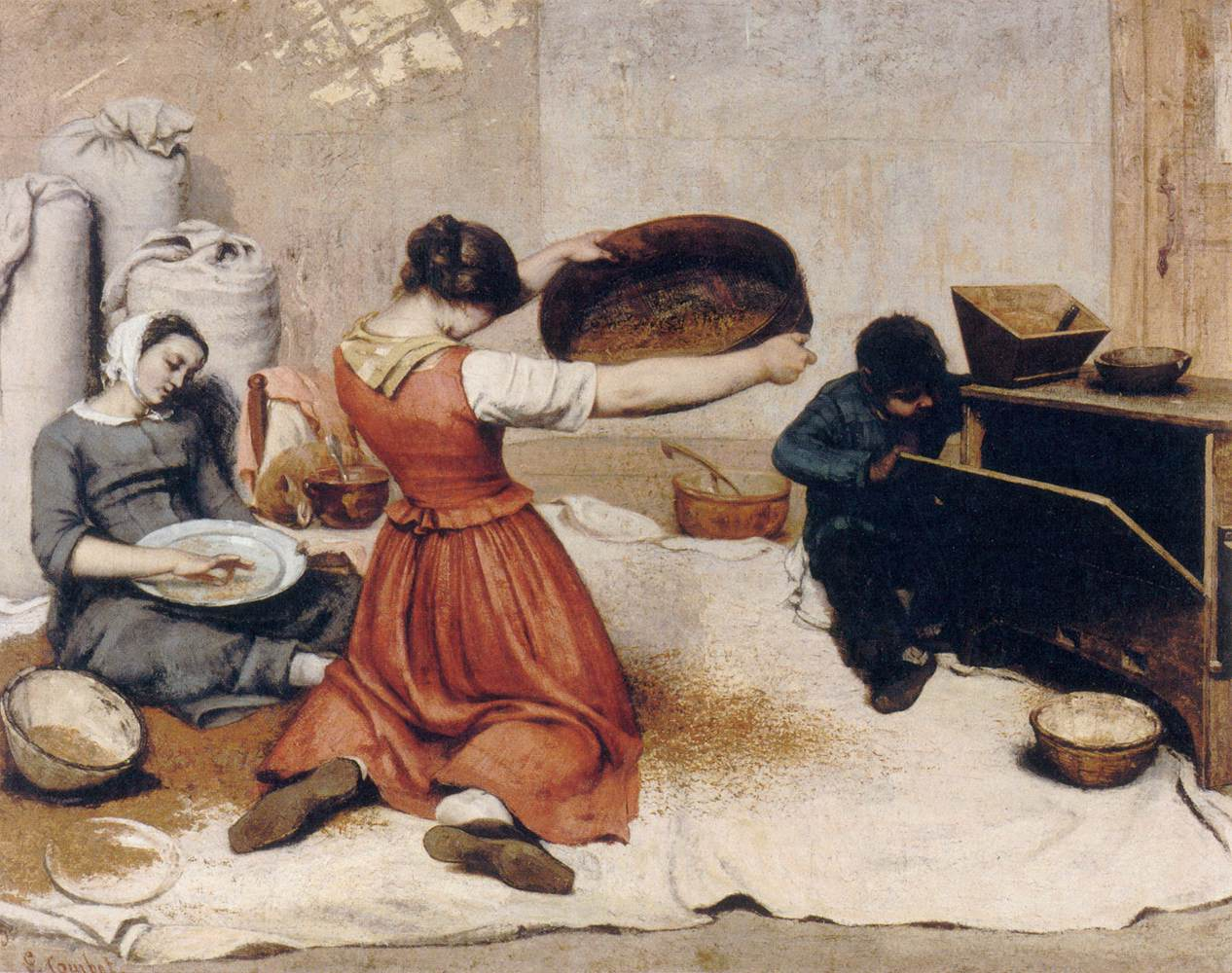
Les cribleuses de blé (Gustave Courbet, 1854).
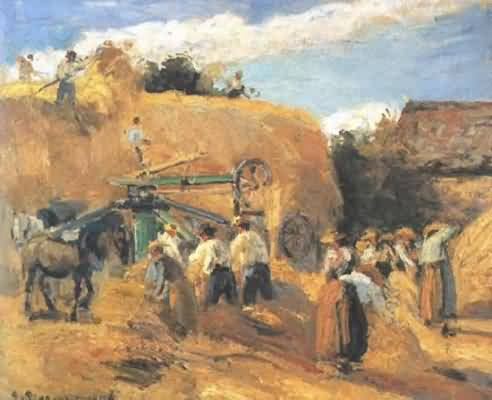
La batteuse (Camille Pissarro, avant 1903).

### Les paysans dans la littérature
Quelques œuvres marquantes dans la littérature française de 1668 à 1912 :
- Jean de La Fontaine : Le Laboureur et ses enfants, 1668

- Marivaux : Le Paysan parvenu, 1734-1735
- Restif de La Bretonne : La Vie de mon père, 1779
- Honoré de Balzac : Les Paysans, 1844
- George Sand : La Mare au diable, 1846
- Émile Zola : La Terre, 1887
- Eugène Le Roy ;  Jacquou le Croquant, 1899
- Émile Guillaumin : La vie d'un simple, 1904
- Ernest Pérochon : Les Creux de maisons, 1912

### Essor de la mécanisation et de l'agronomie (XIXe–XXesiècle)

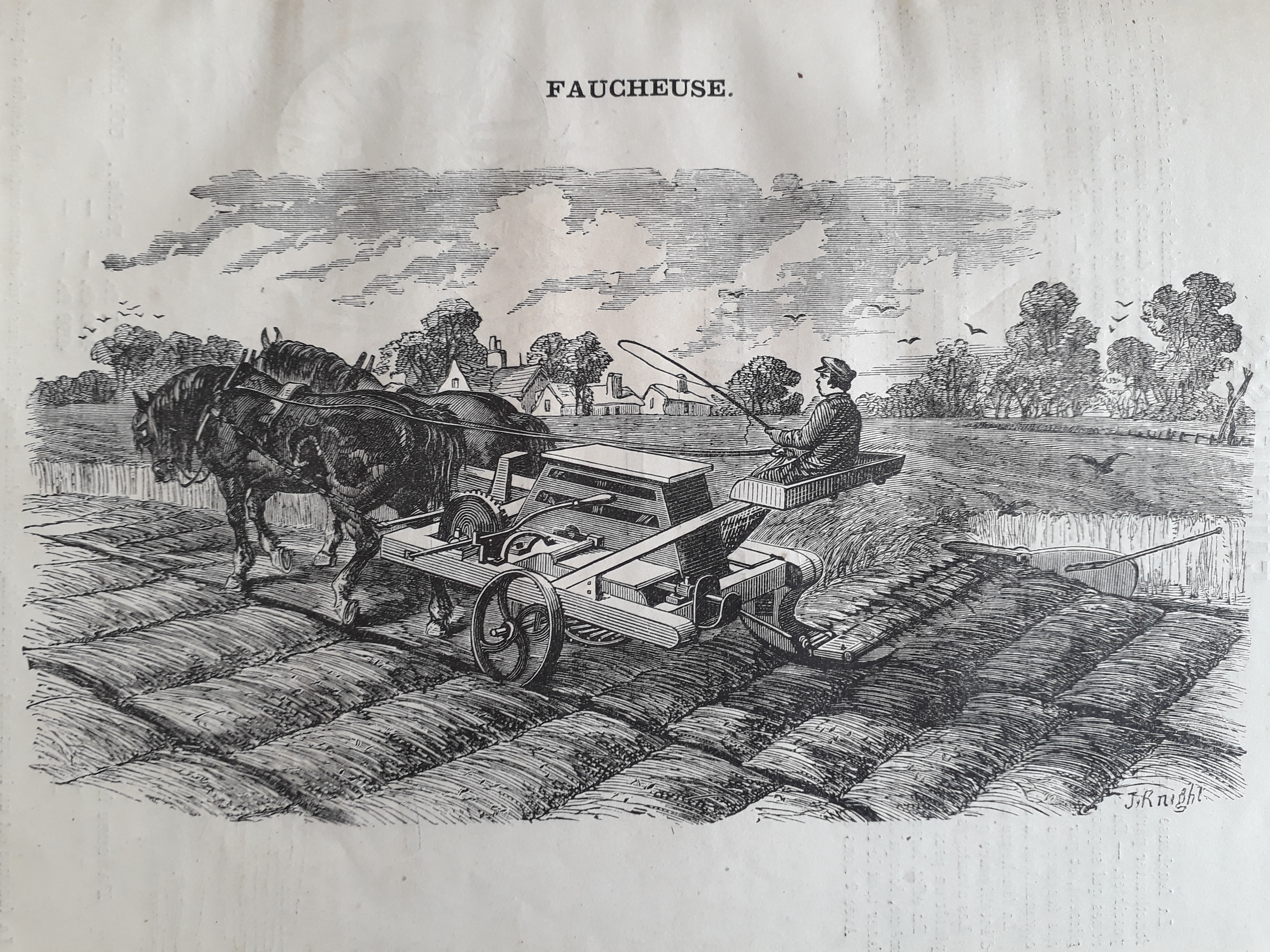
Exemple de faucheuse attelée, 1867 (ateliers Bodin, école pratique d'agriculture des Trois-Croix)

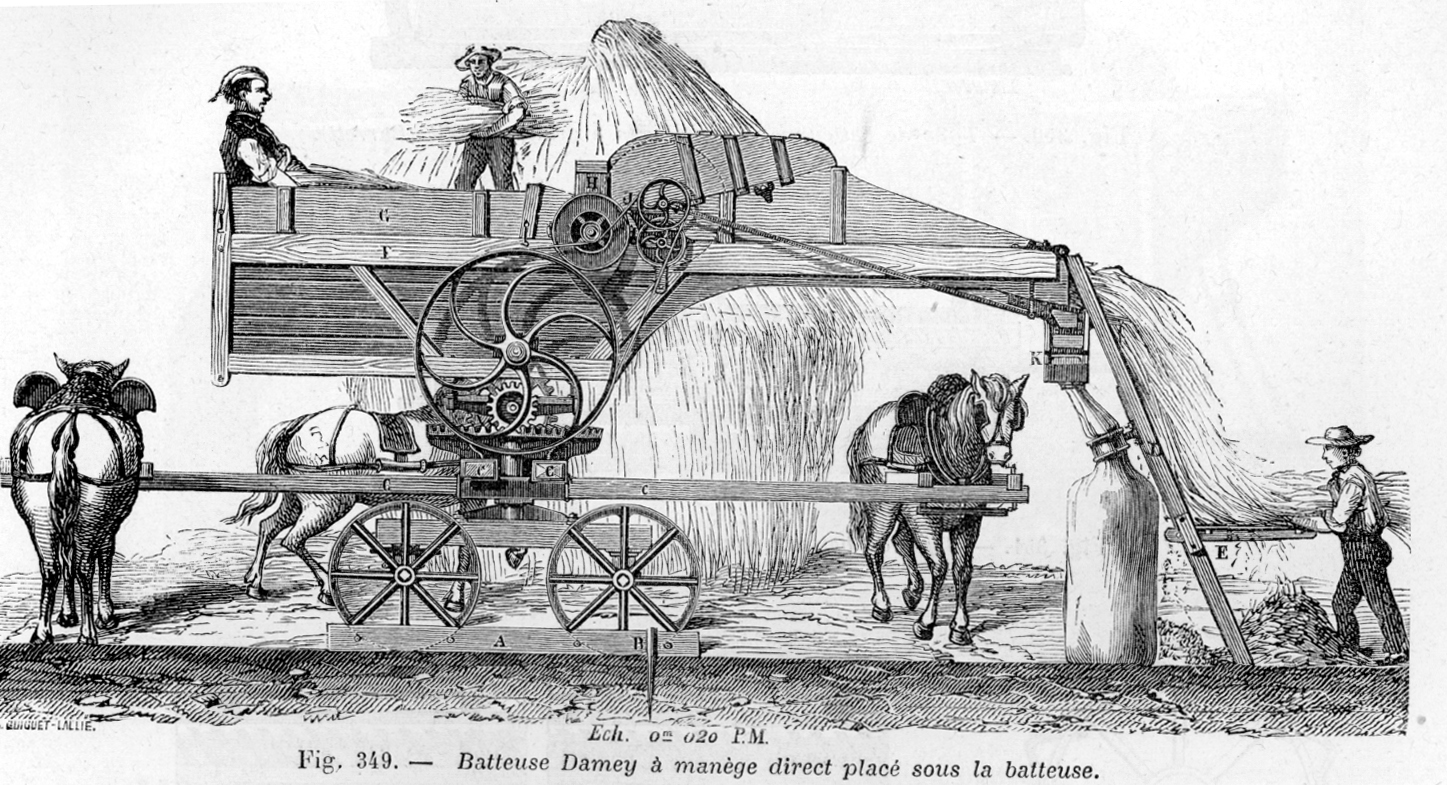
Batteuse, 1881 (Damey entr.)

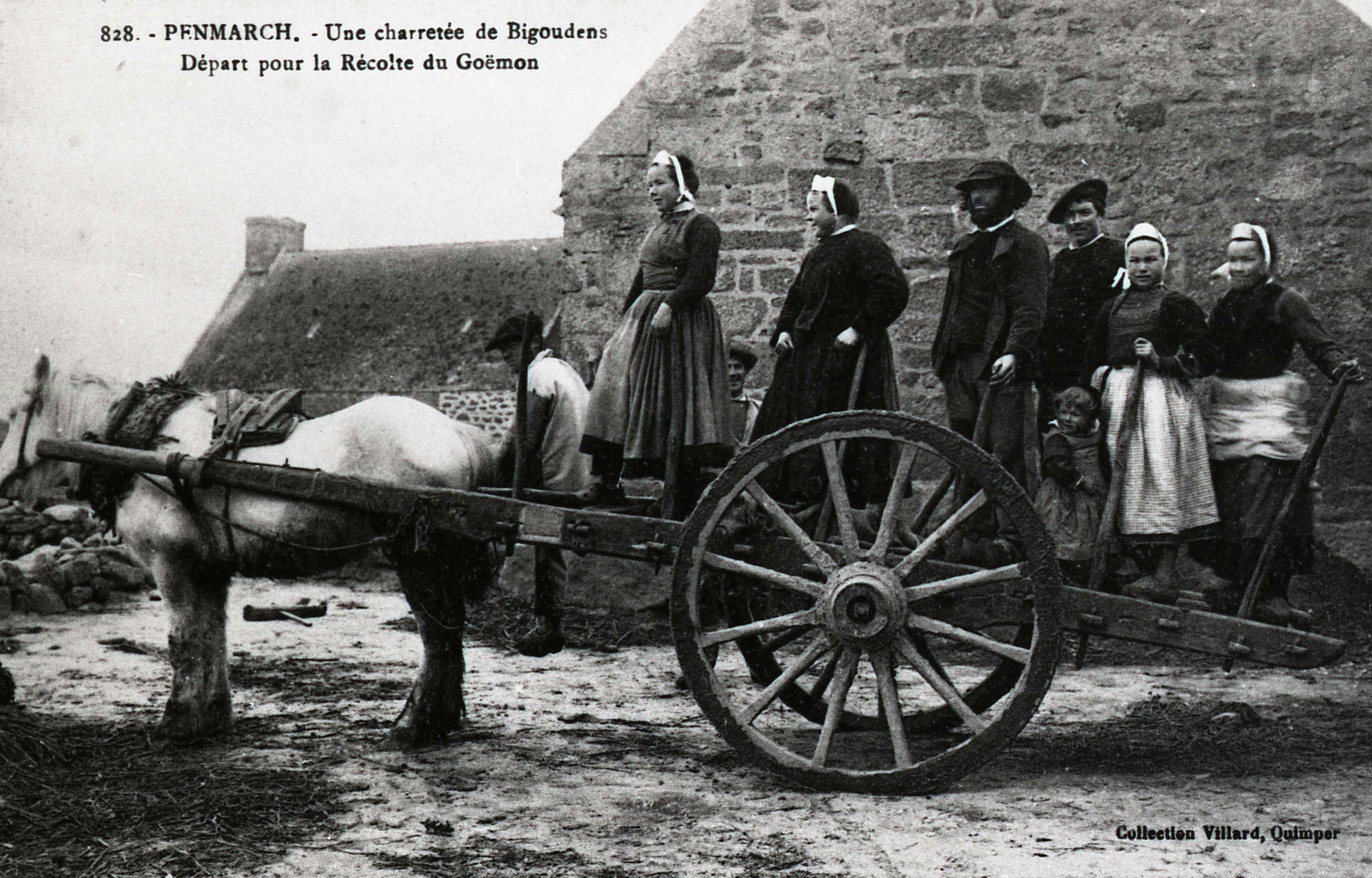
La récolte du goëmon vers 1900, une activité peu mécanisée

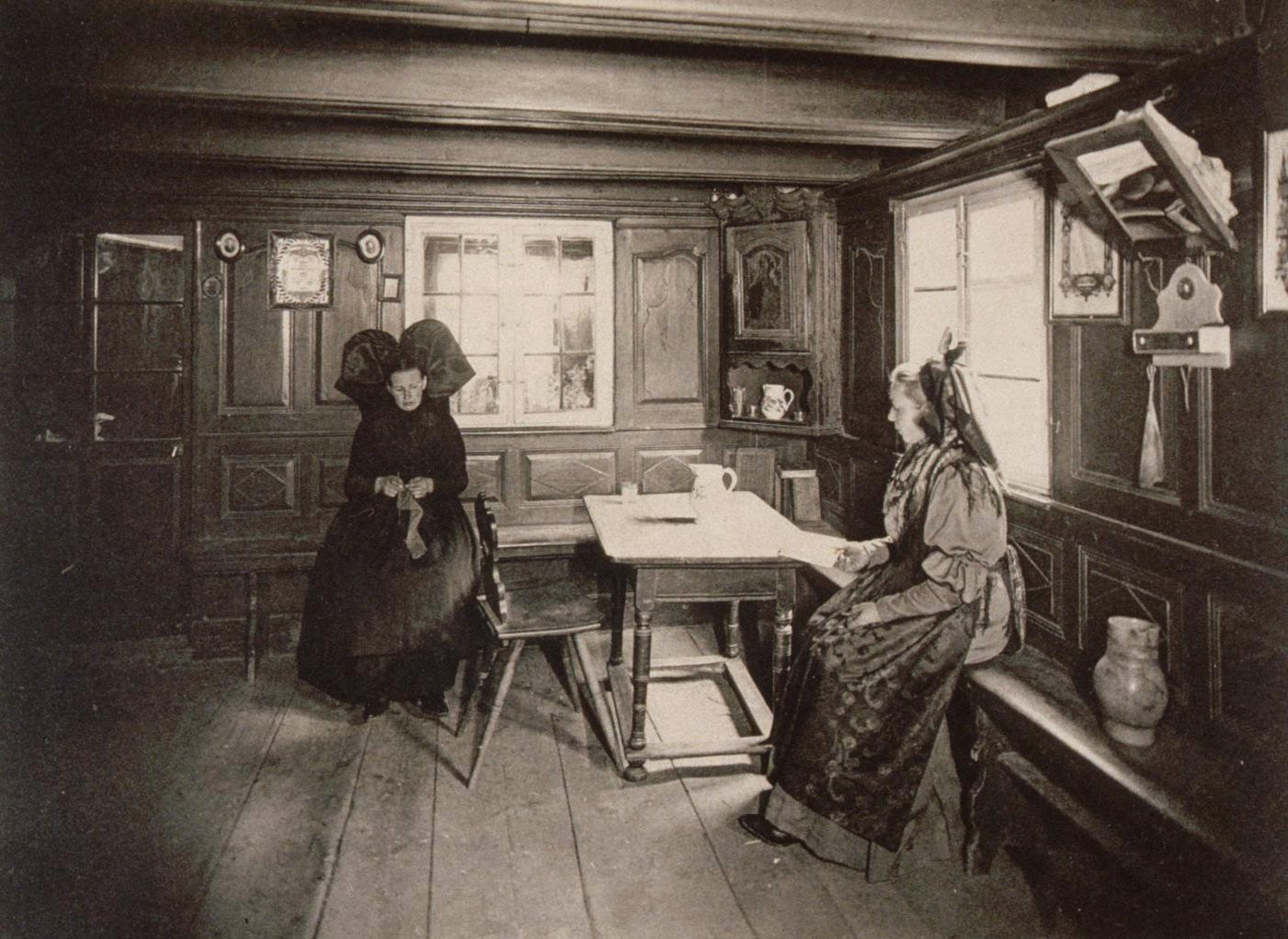
intérieur de maison en Alsace, 1909. Les conditions de vie sont modestes.

Au début du XIXe siècle, le monde paysan, marqué par une permanence des structures sociales et des techniques agraires, occupe une très grande place dans la société française. Même si son importance est minimisée par sa place politique et sociale, la grande majorité des Français est alors composée de paysans. Le système agricole est encore très fragile et soumis à de nombreux aléas (notamment météorologiques), l'économie agricole est encore une juxtaposition de systèmes régionaux.
Au milieu du XIXe siècle, le monde paysan a effectué une première révolution et a connu son apogée, l'agriculture s'est modernisée et le marché agricole s'est unifié ; la paysannerie garde un poids important dans la vie politique du pays.
Alors que la France, comme le monde, n’est jusqu’au XVIIIe siècle « qu’une immense paysannerie, où 80 à 90 % des hommes vivent de la terre, rien que d’elle », l'évolution de la population agricole depuis cette époque traduit ces révolutions : augmentation continue de cette population jusqu'au milieu du XIXe siècle (en 1789, 18,2 millions de Français vivant directement de l'agriculture représentent 67 % de la population totale ; en 1846, ils sont 20,1 millions, soit 57 %), longue décroissance depuis 1850 en lien avec la révolution industrielle et l'exode rural (16,1 millions en 1901, soit 42 % ; 10,2 millions en 1946, soit 25 %), accélération de cette décroissance depuis la fin de la Seconde Guerre mondiale (7,3 millions en 1968, soit 15 % ; 4,9 millions en 1975, soit 9,4 %; 3,2 millions au recensement de 1988, soit 5,8 % ; 1,3 million au recensement de 2000, soit 2,1 % ; 900 000 en 2016, soit 3,6 % de la population active et 1,3 % de la population totale).
En 1827, la réforme du code forestier, qui voulait priver les paysans du droit de ramasser le bois mort, est à l'origine d'une révolte massive en Ariège, la guerre des Demoiselles.

### Propriété des terres et modes de faire-valoir
À l'époque contemporaine jusque vers 1900, peu de paysans ne possèdent aucune terre. En revanche, beaucoup possèdent très peu : les trois-quarts possèdent moins de 2 hectares. Les très grandes propriétés sont également rares.
L'exploitation des terres se fait de trois façons :
- le faire-valoir direct : le paysan, propriétaire de sa terre la cultive lui-même avec sa famille. L'autosuffisance pour une famille est assurée à partir de l'exploitation d'une terre de 5 hectares environ.
- le faire-valoir indirect : le propriétaire (bourgeois, noble, communauté ecclésiastique généralement) loue les terres à un paysan selon deux modes :
  - en fermage, c'est-à-dire contre un loyer fixe dénommé parfois « cens » par référence à l'Ancien Régime, et parfois de services comme la corvée ;
  - en métayage, qui correspondait la plupart du temps à un partage à moitié-fruit de la récolte (ou environ) pour les cultures principales, ce partage pouvant s’accompagner de corvées et de redevances fixes.

### L'agriculture se professionnalise et se spécialise
La révolution industrielle marque une étape importante dans l'évolution de la condition paysanne. Les machines se perfectionnent et deviennent de plus en plus centrales dans la production agricole. À partir de 1848 certains paysans, de plus en plus nombreux, peuvent en effet apprendre le métier d'agriculteur à la suite de la loi sur l'enseignement agricole à destination des fils de cultivateurs. Ce qui induit une distinction non mixte dans un statut où auparavant, hommes et femmes travaillaient sans formation.
Au début du XXe siècle, l'agriculture étant de plus en spécialisée, et devenant un secteur professionnel liée à l'industrie, la paysannerie en Europe semble entrer dans une phase de déclin, une vaste redistribution des hommes est en cours sur l'ensemble du territoire, l'agriculture n'est plus la seule source de production, le secteur industriel est en plein essor et la civilisation urbaine pénètre les campagnes. L'exode rural est cependant plus tardif en France qu'ailleurs, et ce n'est que lors des Trente Glorieuses (entre 1945 et 1975) que la modernisation réelle de l'agriculture et du statut du paysan, qui périclite, remplacé par le statut d'exploitant agricole, est effective.

### Le rôle des syndicats dans la définition du métier d'agriculteur
Après la Seconde guerre mondiale, c'est la Fédération Nationale des Syndicats d'Exploitations Agricoles (FNSEA) qui est majoritaire.
D'autres syndicats trouvent leur place : la Coordination Rurale, le MODEF ou encore la Confédération paysanne, Jeunes agriculteurs.

### AuXXIesiècle: agriculteur et paysan, des activités complémentaires
En décembre 2018, l'Assemblée générale des Nations unies adopte la Déclaration des Nations Unies sur les droits des paysans et des autres personnes travaillant dans les zones rurales, proclamant ainsi une série de droits humains spécifiques aux paysans,.
En France, aux yeux de l'administration (notamment de l'Insee), le paysan est forcément un agriculteur quand il est professionnel. Une tranche importante de paysans français revendique farouchement cette appellation souvent pour se démarquer de l'agriculture productiviste et/ou par souci de ne pas rompre avec leurs racines, leur appartenance à la terre, et de promouvoir l'agriculture vivrière. Certaines fédérations d'associations comme la Fédération Associative pour le Développement de l’Emploi Agricole et Rural (FADEAR) parlent alors d'agriculture paysanne. De même certains professionnels mettent en avant le mot paysan, comme c'est le cas des paysans-boulangers par exemple.
« Ce sont essentiellement des petits producteurs marchands qui vivent et produisent pour dégager un revenu de leur activité, et aspirent à conserver leur indépendance au sein de structures sociales précapitalistes. »
— Pierre Bitoun , Le Sacrifice des paysans (p. 260).
Depuis les années 1970, existe  un mouvement de retour à la terre volontaire expérimenté par des urbains. Certains se revendiquent aussi comme paysans : Back-to-the-land movement (en).

## La condition des paysannes

### Galerie

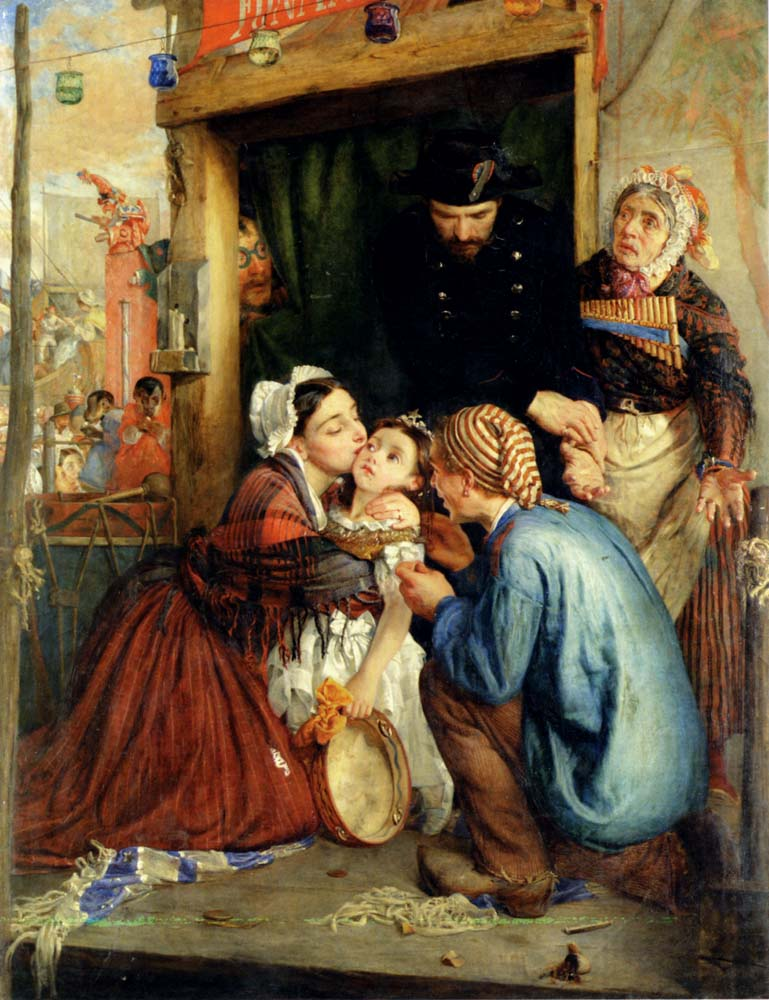
Philip Calderon Paysans retrouvant leur enfant volé, 1859
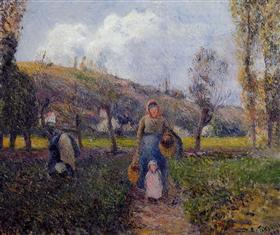
Paysanne et sa fille pendant la récolte à Pontoise, Pissarro, 1882
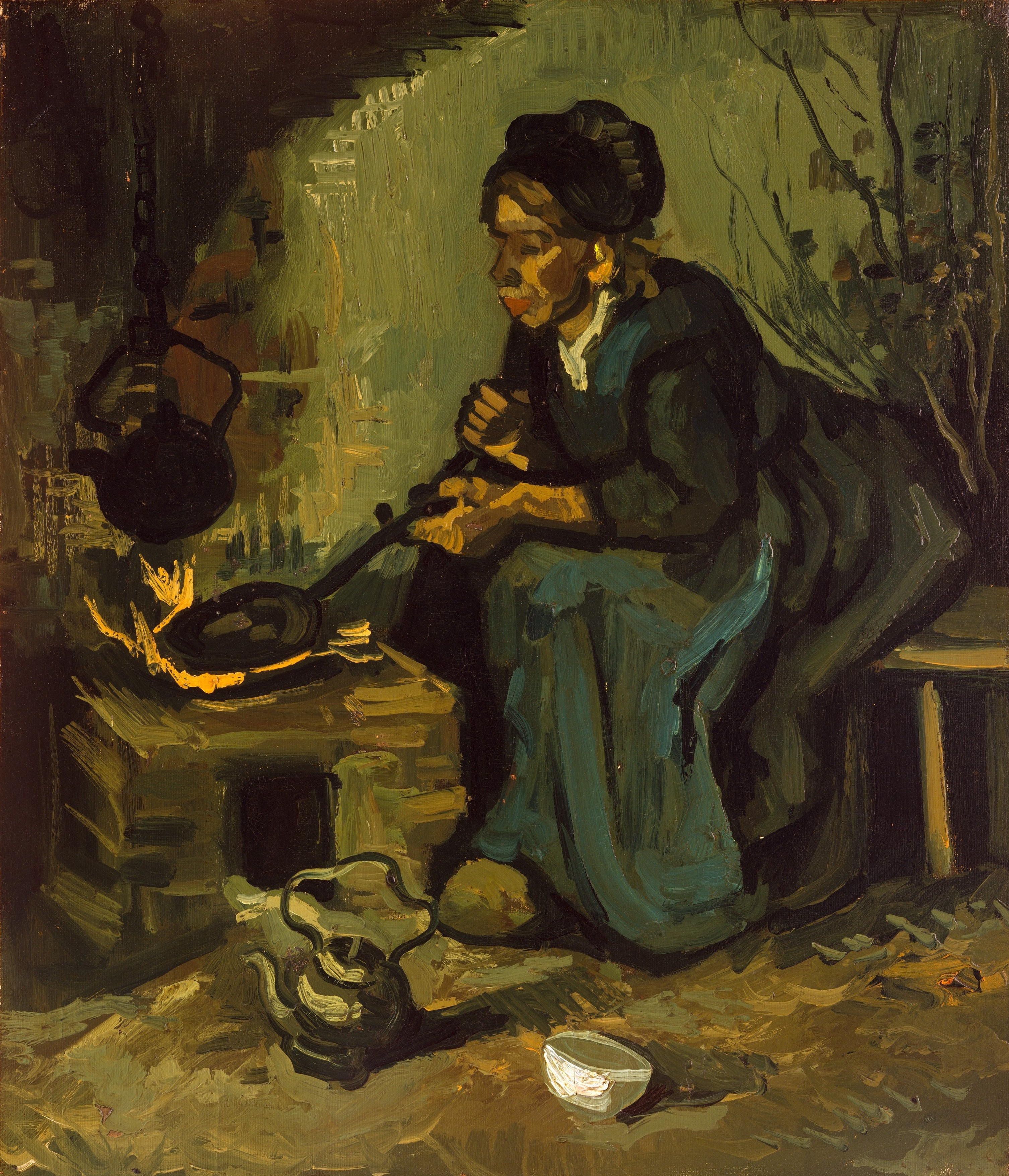
Paysanne faisant la cuisine, Vincent van Gogh, 1885
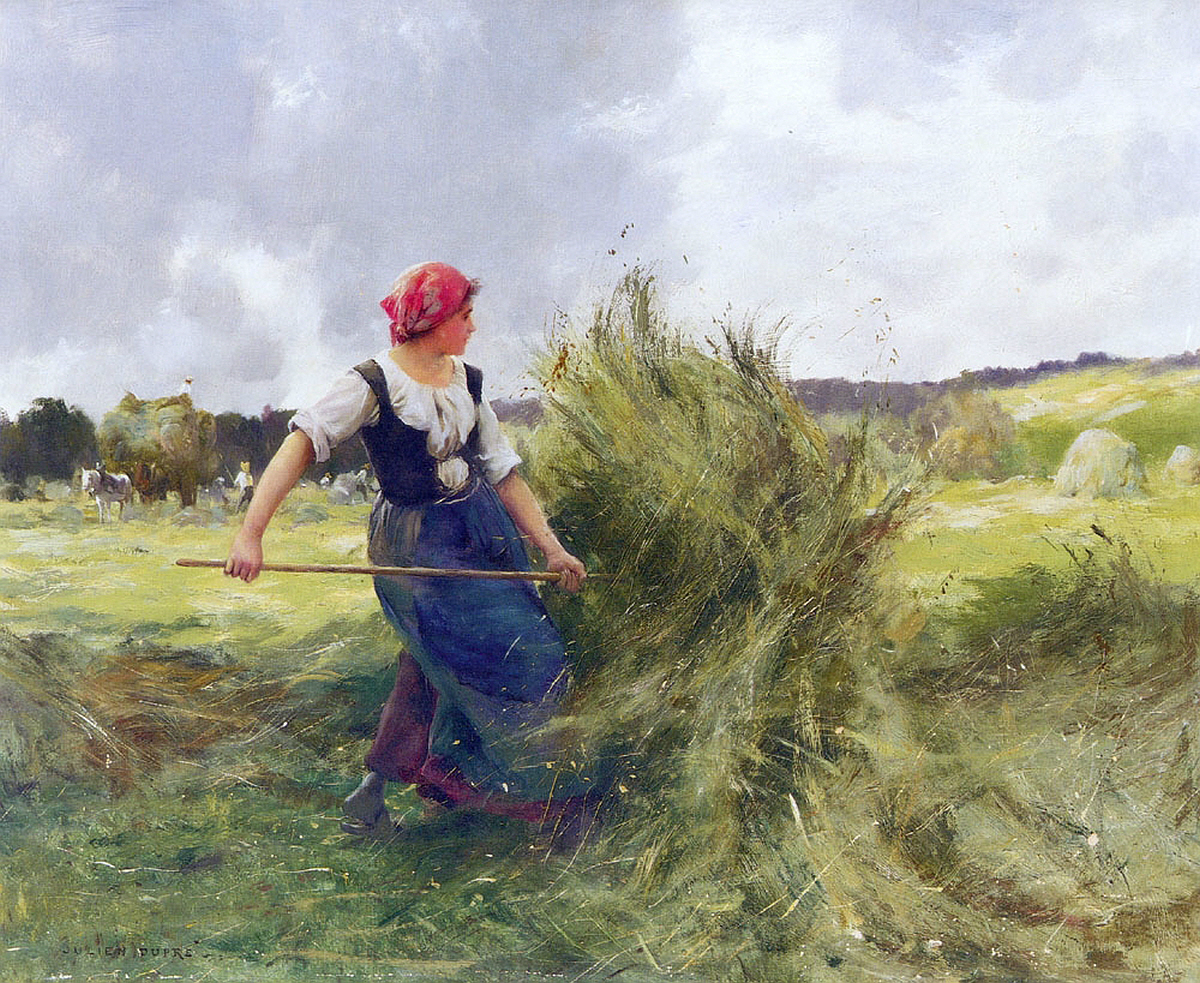
La Faneuse de Julien Dupré, vers 1880.
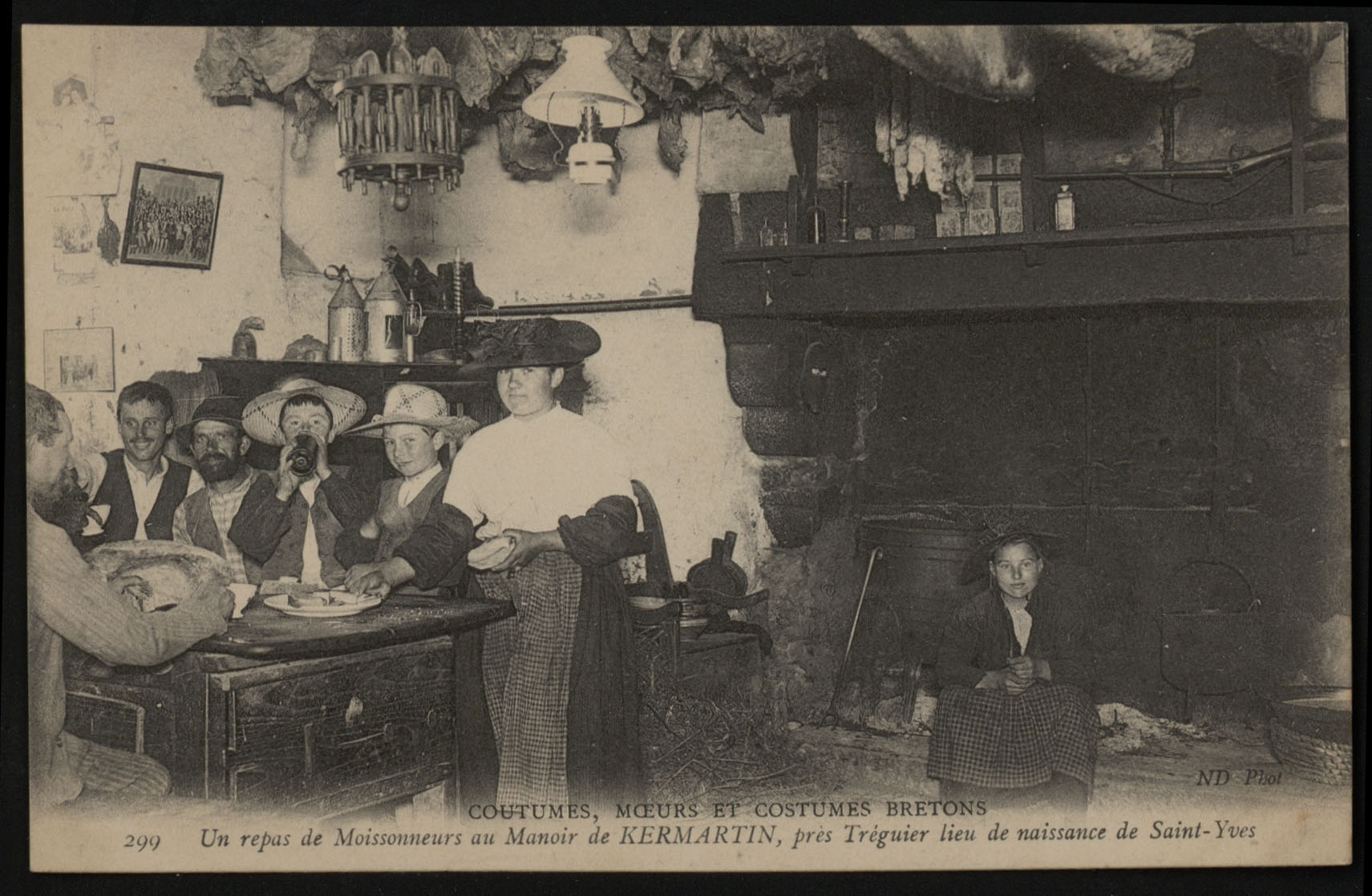
Pendant la moisson et les battages femmes et jeunes filles s'affairent à cuisiner et servir
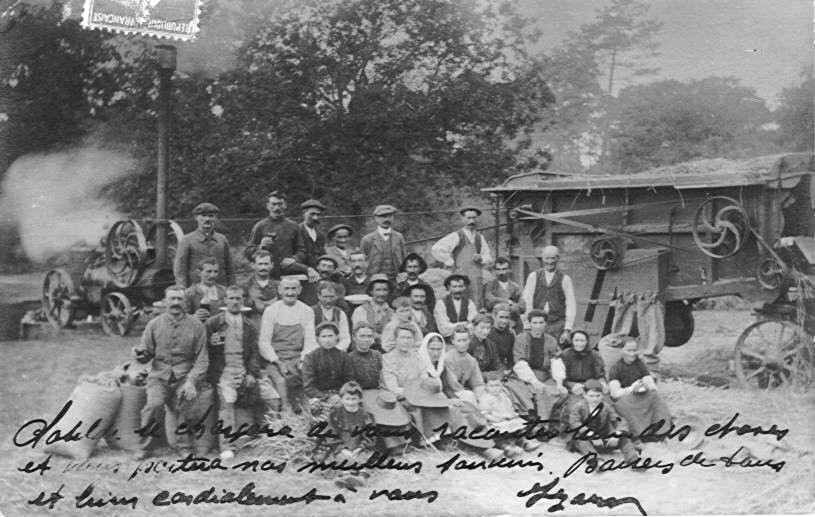
Photo de fin de battage rassemblant hommes, femmes et enfants, vers 1910 ?
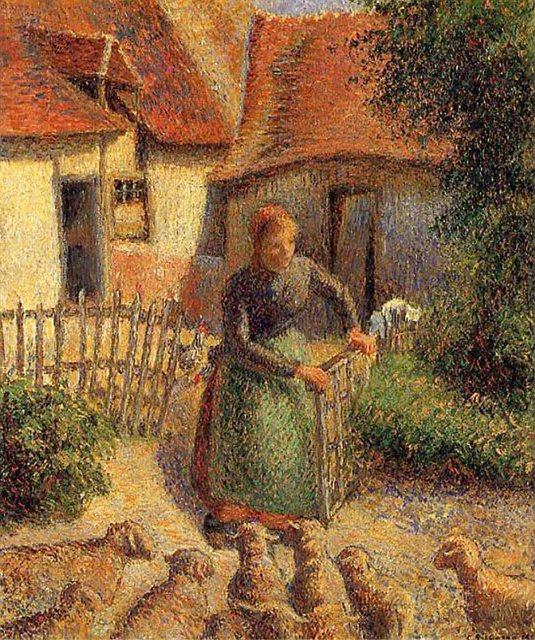
Bergère rentrant des brebis, Pissarro, 1886
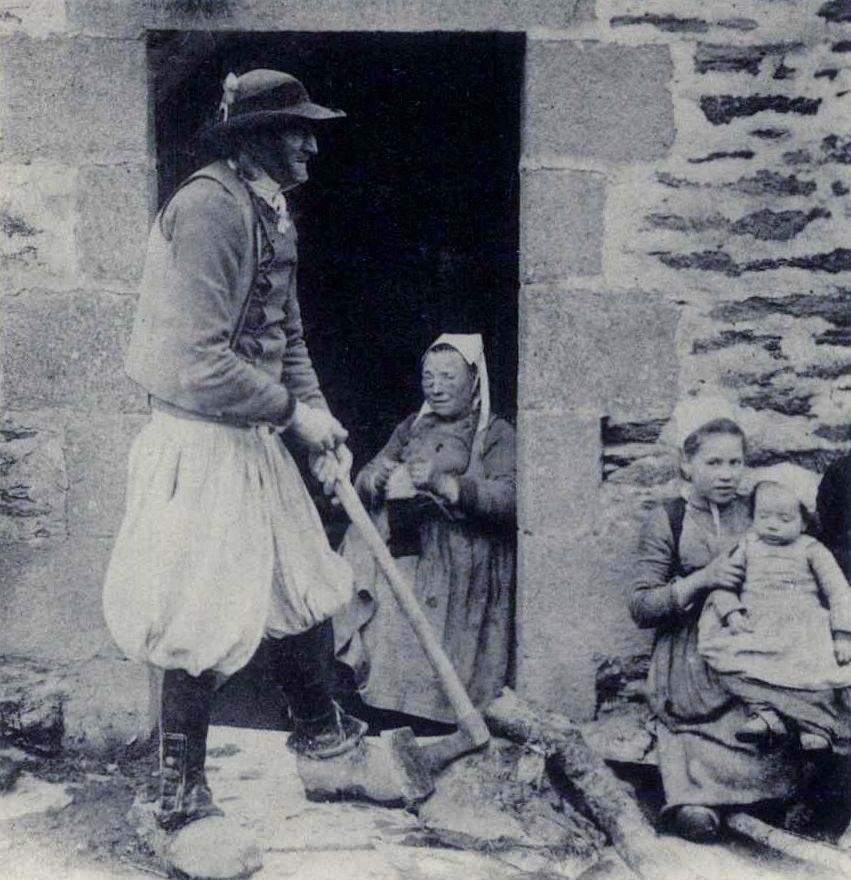
Paysannne, une activité liée à la sphère domestique (Finistère, 1925)
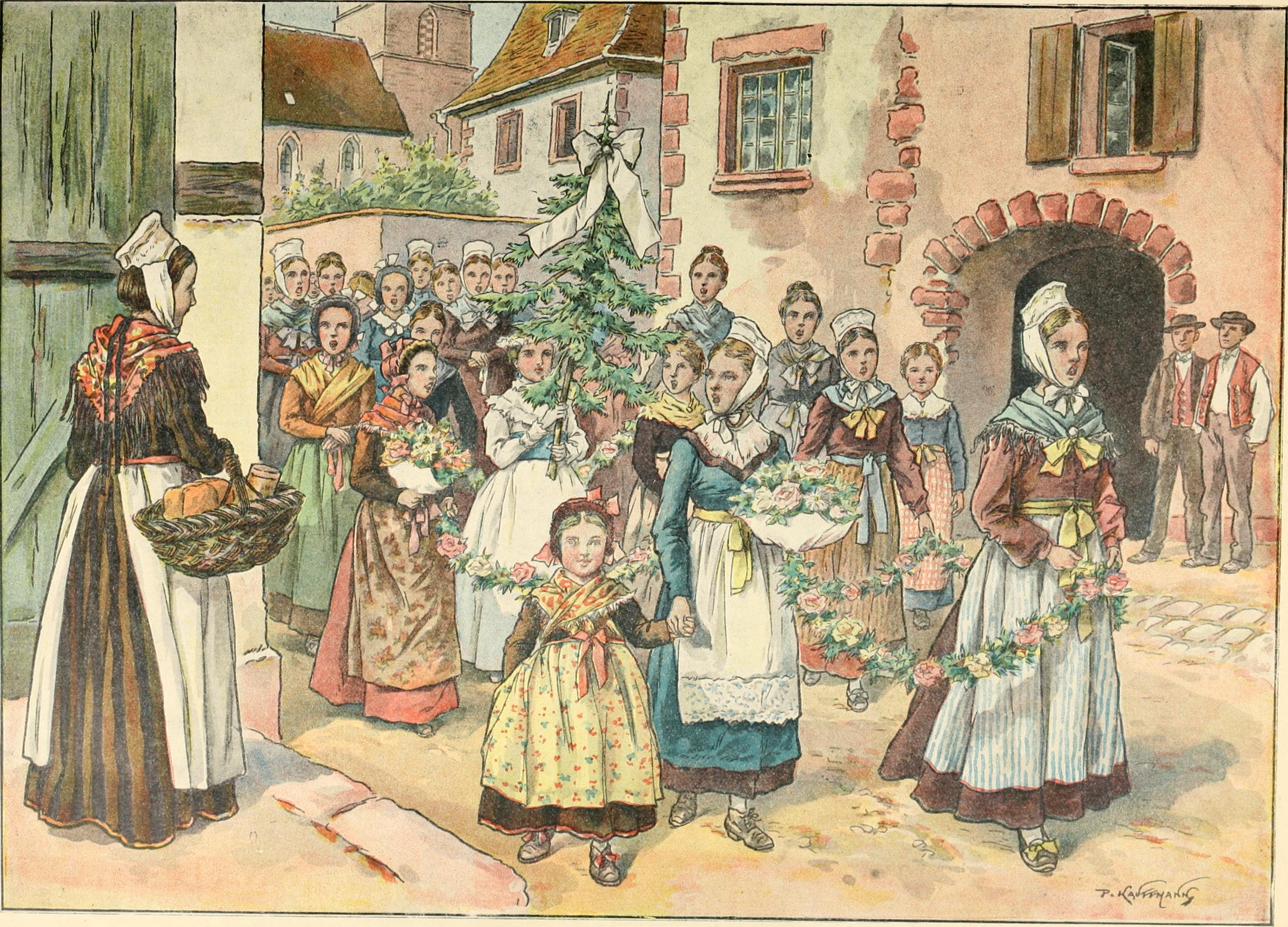
fête de la Pentecôte en Alsace

### Paysannerie et vie domestique
La condition féminine de la paysannerie est décrite dans la littérature essentiellement, ainsi que dans la peinture. On peut citer par exemple, Les Gardiennes, qui est un roman racontant la place des paysannes dans la production durant la Première Guerre mondiale.

### Importance des festivités saisonnières
Parmi celles-ci, les coutumes liées au battage entre 1840 et 1960 ont tenu une place importante, les femmes y étaient généralement très impliquées. En Poitou, des jeunes filles venaient offrir un bouquet aux jeunes mariés pour leur première moisson. Les femmes composaient le bouquet de fin de moisson qui était planté en haut du pailler. Les repas de battage passaient pour des moments d'exception. Les journées étaient longues et les femmes devaient assurer trois repas aux hommes et tenir au frais les boissons. Chaque maîtresse de maison avait à cœur de satisfaire ces travailleurs affamés et assoiffés à cause de la chaleur et de la poussière. Il fallait compter six femmes pour la cuisine et le service d'une équipe moyenne de 30 hommes, certaines travaillaient aussi autour de la batteuse .